# Экспедиция Джексона — Хармсворта
Экспеди́ция Дже́ксона — Ха́рмсворта (англ. The Jackson-Harmsworth Expedition) 1894—1897 годов на Землю Франца-Иосифа — британская арктическая экспедиция под началом Фредерика Джорджа Джексона, финансировавшаяся газетным магнатом Альфредом Хармсвортом и частично поддержанная Королевским географическим обществом.
После исследований Пайера в 1874—1875 годах учёный мир был в убеждении, что Земля Франца-Иосифа — это южные отроги крупного полярного архипелага, простирающегося, возможно, до Северного полюса. Предполагалось, что это удобный и относительно краткий путь для достижения полюса. Джексон отказался от размещения исследовательского отряда на корабле и основал стационарную базу на мысе Флора, откуда совершались санные и шлюпочные походы. В результате деятельности экспедиции выяснилось, что архипелаг невелик и не простирается к северу далее 82° с. ш. Джексон был убеждён в полезности применения пони как тягловой силы в полярных экспедициях, результатом стало использование лошадей в британских экспедициях в Арктику и Антарктику в течение последующих двух десятилетий. В то же время достижения Джексона были в значительной степени перечёркнуты успехом экспедиции Нансена, лидер которой вместе с Я. Йохансеном вышел к зимовью Джексона летом 1896 года.

## Предыстория. Планирование

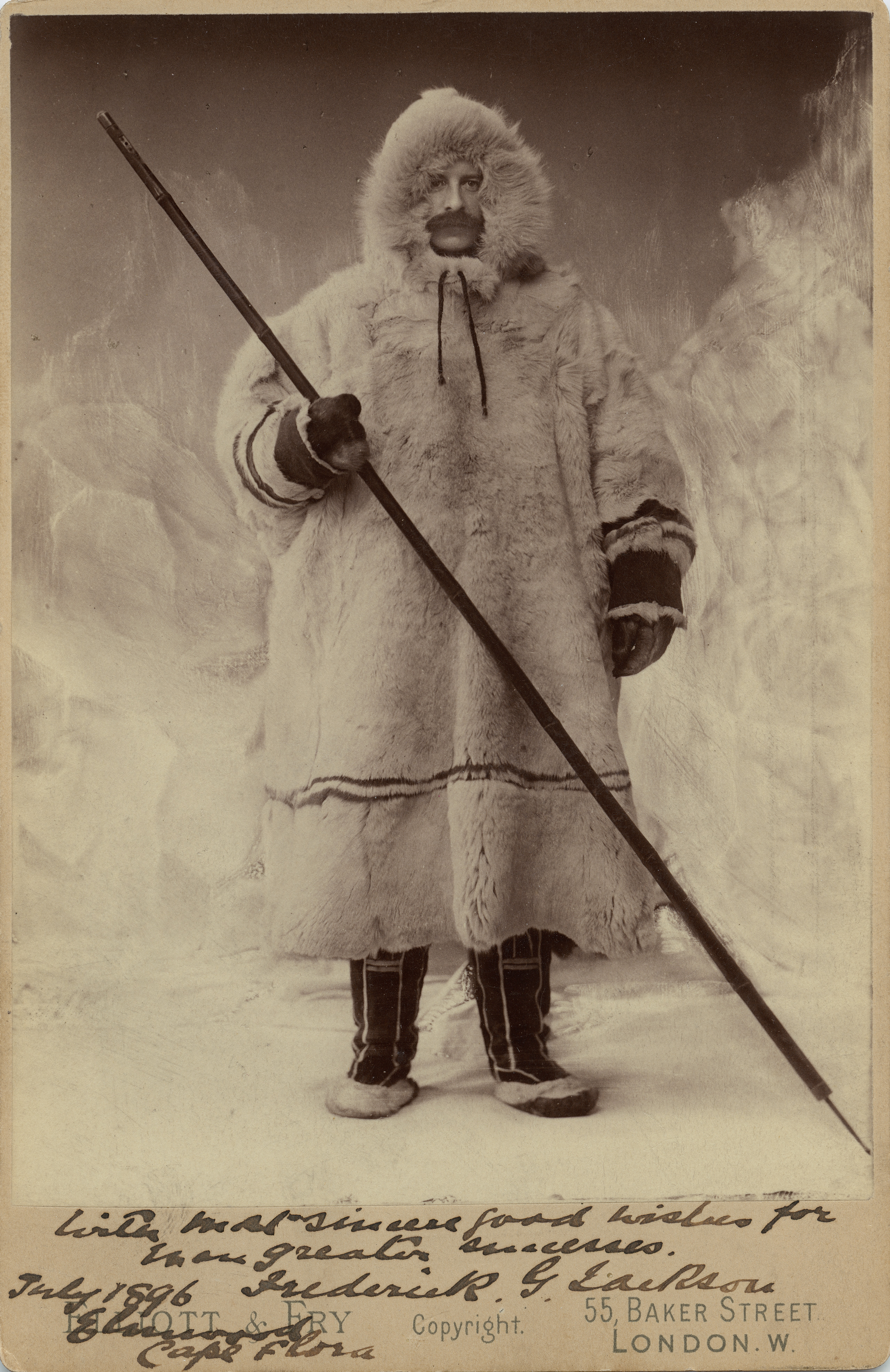
Джексон в ненецкой полярной одежде

Фредерик Джексон заинтересовался полярными странами ещё в 1880-е годы, совершив в 1887 году полугодовую поездку в Гренландию на промысловом судне «Эрик». В 1890 году Джексон предложил свои услуги для экспедиции Нансена, но получил отказ, поскольку норвежцы планировали национальную попытку достижения Северного полюса. Проект достижения Северного полюса по Земле Франца-Иосифа Джексон впервые обнародовал в 1892 году, но не получил поддержки. Чтобы приобрести необходимый арктический опыт, в августе 1893 года Джексон начал путешествие по Печорской тундре от острова Вайгач, достигнув Архангельска в конце декабря. Именно в Архангельске он получил известия, что Альфред Хармсворт согласился финансировать экспедицию на Землю Франца-Иосифа. Джексон отправил магнату телеграмму о намерении возглавить экспедицию, а сам отправился в Лапландию изучать методы передвижения и выживания коренных народов.
В статье Р. Савитта и К. Людеке (2007) подчёркивается роль Джексона как человека, который изменил отношение британского общественного мнения к полярным путешествиям и переориентировал интересы публики от Северо-Западного прохода к комплексным научным исследованиям. Генеральной целью был Северный полюс, однако, по его мнению, сначала следовало провести глубокую разведку и овладеть методами выживания в арктической природе. Экспедиция почти не имела государственной поддержки, поэтому её глава мог решительно порвать с методами снаряжения и исследования, которые считались Британским адмиралтейством единственно пригодными для полярных путешествий. Главный спонсор — Хармсворт — подчёркивал, что главной целью является не полюс, а успешная экспедиция, поскольку его основным намерением было повышение тиражей собственных изданий. В речи, произнесённой в Королевском географическом обществе, Хармсворт заявил:

Мне нечего сказать о шансах мистера Джексона добраться до полюса. Со своей стороны, я буду совершенно удовлетворён, если он со своими спутниками расширит наше знание о географии, фауне и флоре Земли Франца-Иосифа и территорий, расположенных непосредственно к северу от неё. Полярным рекордам я сочувствую мало. Если мистер Джексон установит «Юнион Джек» хотя бы на четыре мили ближе к полюсу, чем звёздно-полосатый флаг США, я буду рад. Но если он вернётся с полюса без научных достижений, которым и посвящена наша экспедиция, я восприму это предприятие как провальное.
Оригинальный текст (англ.)As to Mr. Jackson’s chances of reaching the Pole, I shall say nothing. For my own part, I shall be entirely satisfied if he and his companions add to our knowledge of the geography and the fauna and flora of Franz Josef Land and the area lying immediately north of it. With ‘beating the record’ north I have very little sympathy. If Mr. Jackson plants the Union Flag nearer the Pole than the Stars and Stripes (who head us by four miles only) I shall be glad, but if he came back, having found the Pole but minus the work of the scientists, of which our expedition consists, I should regard the venture as a failure.

Указанное обстоятельство позволило Джексону не подстраивать свои планы под финансовые возможности, более того, он был единственным, кто разрабатывал все детали экспедиции. В Великобритании, США и Германии, по крайней мере, до 1905 года значительная часть крупных полярных экспедиций планировалась не непосредственным главой команды, а учёным сообществом или правительственными ведомствами.
Свои планы Джексон опубликовал в течение 1894 года в нескольких статьях. Важнейшими целями экспедиции провозглашалась разведка пути на Крайний Север и картографирование береговой линии всех островов Земли Франца-Иосифа, а также решение вопроса о существовании Земли Гиллиса (названной в честь голландского капитана Корнелиуса Гиллиса, который увидел её в 1707 году, но не высаживался). Последнее предполагало комплексное исследование архипелага в целом, на что требовалось по плану три года. Несмотря на крайне сжатые сроки подготовки (5 месяцев), Джексону удалось предусмотреть все детали снаряжения и методов выживания. Планирование носило комплексный характер, включая ежегодную заброску свежих припасов на береговую базу, а также логистику санных поездок на месте.

## Снаряжение

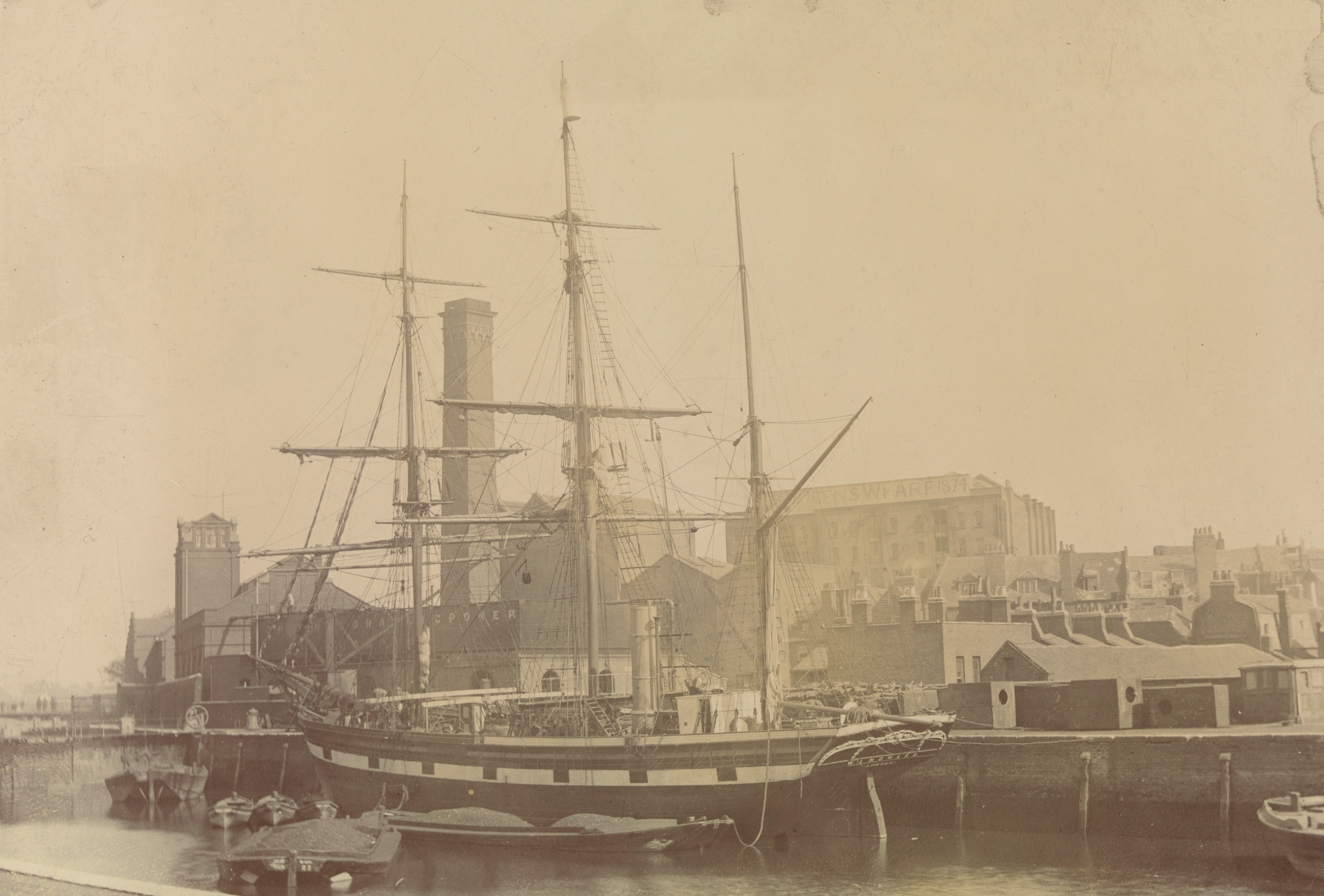
Экспедиционное судно «Виндворд» у причала, вид с кормы

Ввиду неизвестности размера архипелага и условий, которые на нём царили, в первоначальном плане экспедиции был заложен крайне неопределённый срок продолжительности похода — от двух до пяти лет.
Успех экспедиции, по Джексону, зависел от трёх факторов: тёплой одежды и жилья, доброкачественной пищи и физического здоровья команды. Джексон придерживался принятой в те времена теории, что питьевая вода, полученная растопкой льда, провоцирует цингу, поэтому были взяты аппараты для дистилляции. Закупкой провианта занимался Реджинальд Кётлиц. Помимо консервов, Джексон делал ставку на добычу белых медведей и моржей. Консультантом по подбору рациона был врач экспедиции Ли Смита 1881—1882 годов — У. Нил, который также настаивал на употреблении свежего мяса и крови, поэтому кровь убитых животных собирали и замораживали. С тех пор и практически до начала 1930-х годов все полярники утверждали, что употребление сырого мяса и крови — наилучший метод борьбы с авитаминозами. Так, Н. Н. Урванцев писал: «достаточное количество свежего мяса, как в жареном, варёном виде, так и особенно сырое, служит полной гарантией от авитаминозных болезней и в частности цинги…». Опасность употребления сырого мяса, в первую очередь из-за трихинеллёза, была очевидна ещё в середине XIX века.
Чтобы разнообразить меню, были взяты мясорубки и более 70 разновидностей пряностей, приправ, консервированных и маринованных овощей и фруктов. Для поддержания хорошего самочувствия Джексон настаивал на физической активности членов команды в течение всего года, поэтому даже в полярную ночь экспедиционеры играли в футбол и хоккей, бегали на коньках.

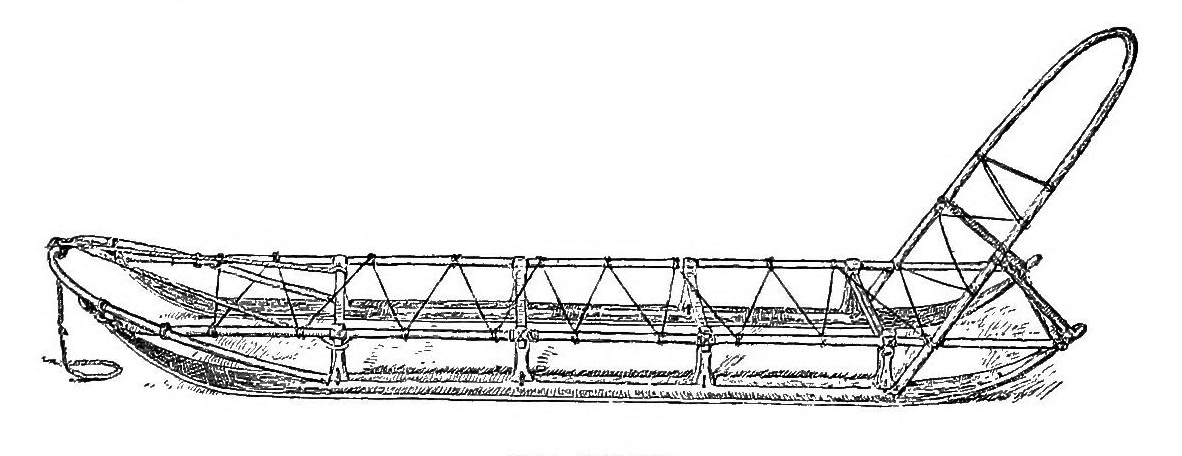
Нарты конструкции Нансена

Весенние и летние поездки по островам Земли Франца-Иосифа предполагалось осуществлять малыми отрядами, промежуточные склады для которых планировалось устраивать при помощи экспедиционного судна, но эти расчёты не оправдались. Джексон был одним из первых британских полярников, который оценил удобство лыж, а также настаивал на использовании собак и пони для перевозки запасов и геологических образцов, сберегая силы людей. Для пересечения проливов и разводий были взяты мореходные лодки, в том числе китобойный вельбот, каноэ и даже разборная алюминиевая лодка, но все они оказались малопригодны для преодоления всторошенного пакового льда. Экспедиция располагала 17 санями разного размера и грузоподъёмности, и Джексон был первым после Нансена полярником, который оценил удобство нарт. Джексон использовал сани Нансена (образца времён Гренландской экспедиции), доработанные с учётом собственного сибирского опыта. Они были заказаны в Норвегии через Александра Нансена — брата знаменитого полярника. Экспедиционным судном стал старый китобой «Виндворд», которым в сезон 1894—1895 годов командовал капитан Шлоссауэр. Как было принято в те времена, судно снабжения было зарегистрировано в Королевском яхт-клубе Темзы.
Походное снаряжение включало оригинальные палатки и аппараты для варки пищи, сконструированные на основе собственного опыта Джексона, хотя не всё удалось заказать из-за ограниченного срока сборов. Палатки системы Джексона (напоминающие по конструкции зонт) впоследствии были приняты на вооружение британскими вооружёнными силами и использовались в походах Шеклтона и Скотта. Главной тягловой силой в санных походах Джексон сделал пони, которые, по мнению полярника, позволяли перевозить тяжёлые грузы на начальной стадии экспедиции — закладке складов, а затем могли использоваться в пищу собаками и людьми. Ставка на лошадей также была следствием российского опыта Джексона, который в 1893 году покрыл расстояние около 500 миль (800 км) за 7 дней в суровую зимнюю погоду и был в восторге от выносливости северной породы. Склады и маршруты должны были равномерно охватывать территорию архипелага, обеспечивая возможность отступления. Жизнь и здоровье участников команды Джексон считал первостепенными, а любые жертвы — неприемлемыми. Это было необычно для британского полярного опыта: флотские офицеры обычно шли на риск, пренебрегали здоровьем и жизнью участников экспедиций. Походное снаряжение большей частью было алюминиевым для уменьшения веса. Сэр Клементс Маркем посоветовал Джексону использовать ездовых собак. Команда Джексона использовала упряжки в 2, 8 и 16 голов для грузов разного объёма, но, в общем, начальник экспедиции считал сибирских лаек более подходящими для охоты и защиты людей от медведей.
Основную часть расходов по экспедиции нёс Хармсворт, однако часть средств предоставили две мисс Доусон-Лэмбтон, которые спонсировали и другие полярные экспедиции, включая оба антарктических предприятия Шеклтона.

## Команда

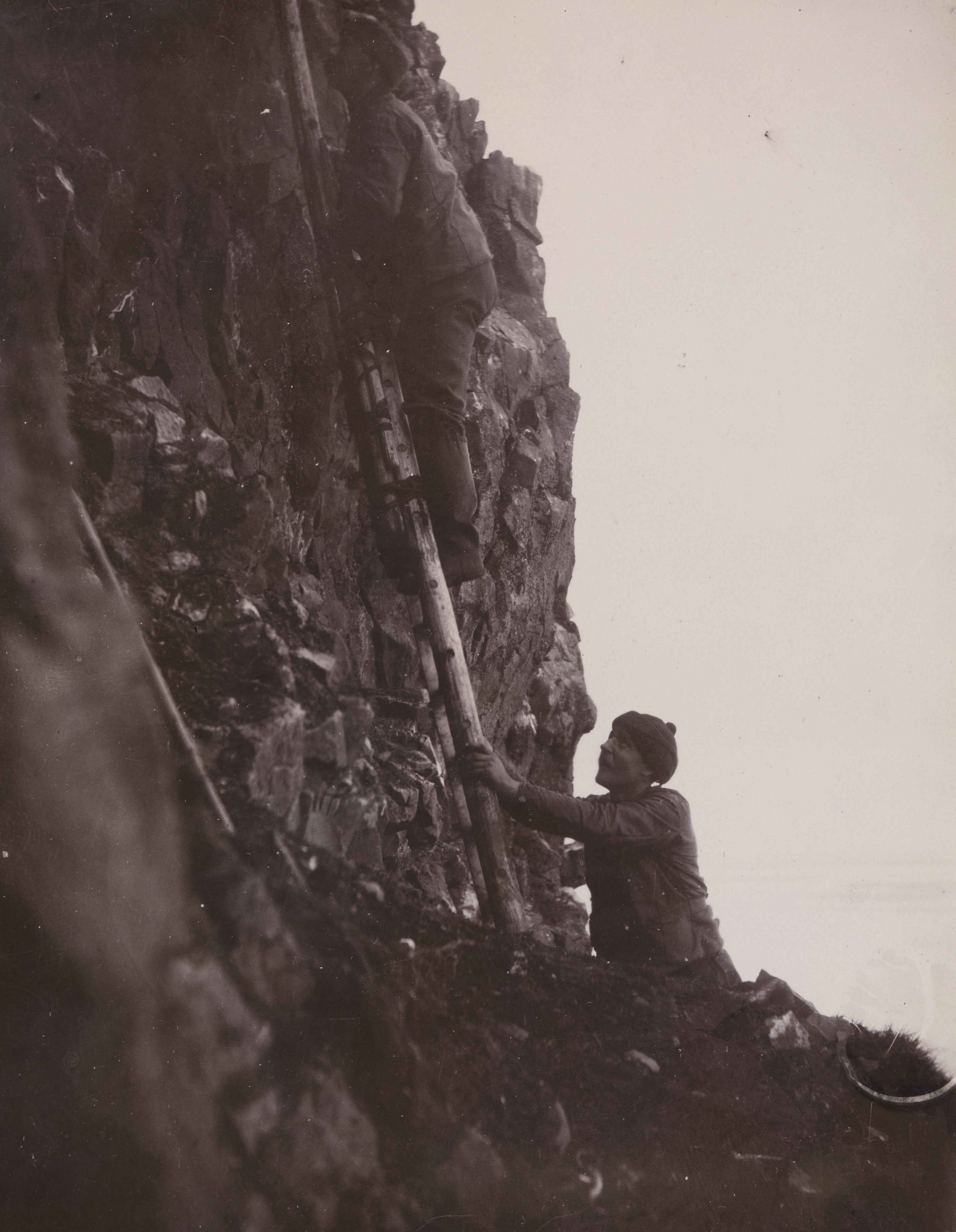
Бломквист и Джексон исследуют окаменелости

Джексон принял решение не размещать зимовочную партию на судне. Корабль должен был снабжать стационарную базу, устроенную на Земле Франца-Иосифа. Такая схема позволяла своевременно отчитываться об успехах, эвакуироваться в случае крайней необходимости, а также минимизировать возможные конфликты в команде, поскольку для Джексона была очевидна несхожесть взглядов и методов научной партии и военных моряков. Береговой отряд должен был включать не более 8 или 9 человек, каждый из которых должен быть высококвалифицированным специалистом. Это позволяло экономить ресурсы, а также не требовало больших усилий по руководству, поскольку каждый имел чётко обозначенный круг обязанностей. Историк полярных путешествий Роланд Хантфорд утверждал, что Джексон был первым британским полярником, который составил команду преимущественно из учёных. В зимовочный отряд вошли:
- Фредерик Джексон — начальник экспедиции;
- Альберт Армитедж — администратор, астроном, специалист по магнетизму, единственный член команды, включённый в неё по настоянию Хармсворта;
- Реджинальд Кётлиц, доктор медицины, — врач и по совместительству геолог;
- Джосайя Чайлд — минералог и химик, по совместительству — плотник и фотограф (вернулся на родину в 1896 году);
- Гарри Фишер, куратор музея Университетского колледжа (Ноттингем) — ботаник, консерватор коллекций (вернулся на родину в 1896 году);
- Уильям Спирс Брюс — натуралист, заменивший Фишера в сезон 1896—1897 годов;
- Г. А. Дансфорд — разнорабочий (вернулся на родину в 1896 году);
- С. Бёрджес — разнорабочий (вернулся на родину в 1896 году);
- Карл Бломквист — каюр и лыжник, саами по национальности, перешёл в зимовочный отряд из экипажа «Виндворда» (вернулся на родину в 1896 году);
- Джон Хейвард — провиантмейстер и кок;
- Дэвид Уилтон — лыжник и каюр, заменивший Бломквиста в сезон 1896—1897 годов. Бывший британский консул в Архангельске. В 1902—1904 годах участвовал в экспедиции Брюса в Антарктиду.

В дальнейшем Армитедж, Брюс и Кётлиц участвовали в экспедициях Шеклтона и Скотта; Брюс организовал собственную Шотландскую антарктическую экспедицию. Армитедж был человеком сложного характера, вдобавок он представлял в команде спонсора. Несмотря на трения (вплоть до того, что каждый приказ начальник излагал в письменной форме), Джексон смог с ним поладить и в 1898 году рекомендовал на грант Мурчисона Королевского географического общества. В дальнейшем Армитедж безуспешно доказывал Роберту Скотту необходимость использования ездовых собак в полярных походах; именно он первым объявил о непригодности пони. Большую часть научной работы, особенно в сфере ихтиологии и орнитологии, выполнил У. Брюс в заключительный сезон экспедиции. Примечательно, что важным мотивом его трений с начальником экспедиции было резко отрицательное отношение к охоте как спортивному мероприятию, хотя он не отрицал необходимость добычи зоологических образцов для коллекций.

## Высадка и первая зимовка 1894 года

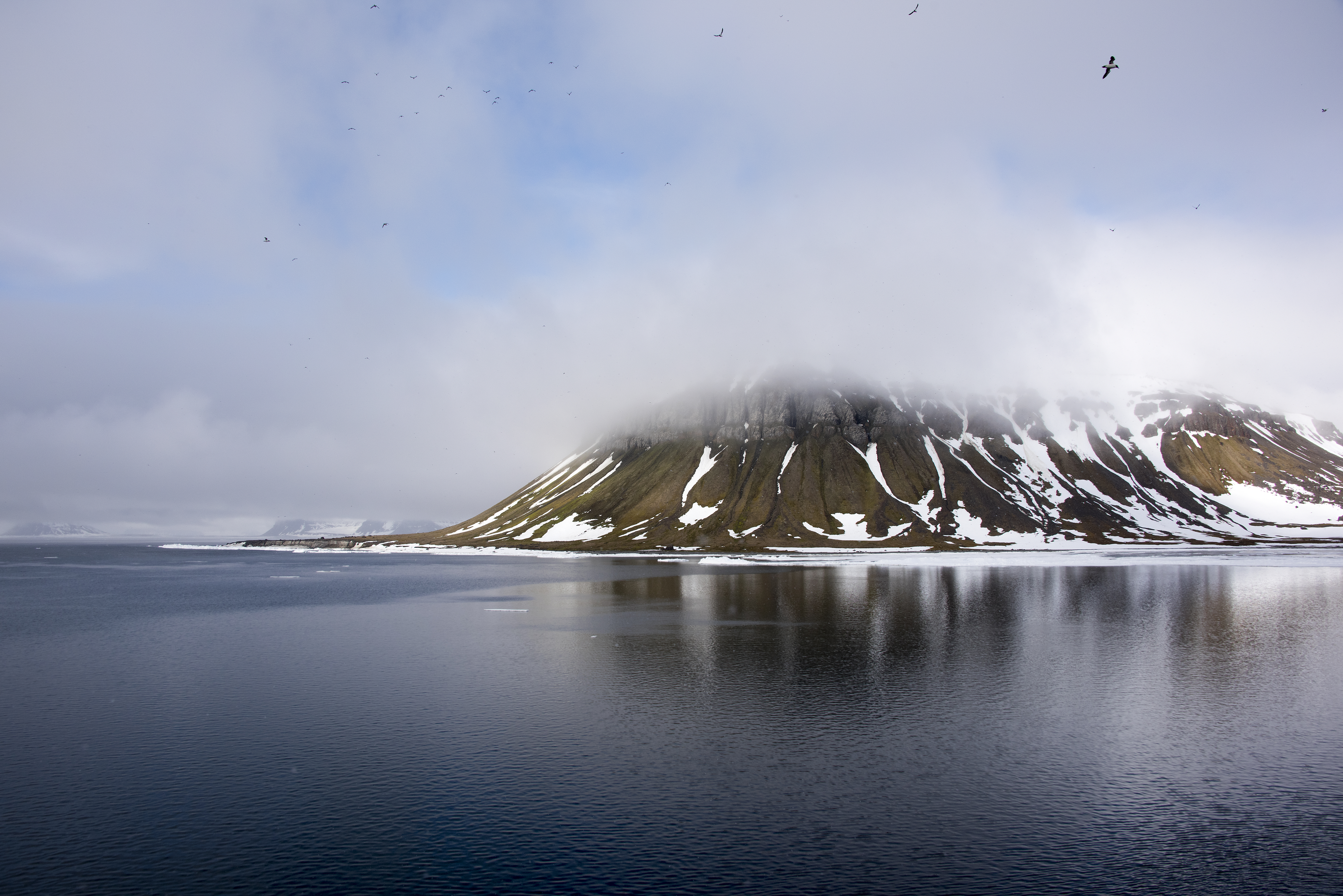
Мыс Флора 29 июня 2015 года. Фото Кристофера Майкла

### Отправление
Джексон вернулся из Лапландии в Лондон 5 февраля 1894 года, и уже 12 июля экспедиция отправилась в Арктику. Судном был старый китобой «Виндворд», снабжённый паровой машиной в 75 л. с. Экспедиция вышла из лондонского дока Сент-Кэтрин 11 июля 1894 года, причём в проводах участвовали лично сэр Клемент Маркем, адмирал Мак-Клинток, и некоторые другие полярные исследователи. Почётным секретарём плавания был избран Артур Монтефиоре, в те времена — видный член Королевского географического общества. Выход из Темзы тяжело дался перегруженному судну из-за сильных лобовых ветров, в результате следующего пункта назначения — Кристиансунна — «Виндворд» достиг с большим опозданием. Северный полярный круг пересекли 22 июля между Лофотенскими островами, а 24 июля миновали Тромсё, не заходя в порт; несмотря на летний сезон, снег на суше так и не стаял. Вечером 31 июля, испытав туманную погоду в Белом море, «Виндворд» прибыл в Архангельск.
Основная часть заказанного снаряжения была погружена в Архангельске с 31 июля по 5 августа. На борт были взяты 4 пони, меховая одежда, уголь, и даже разобранная поморская изба для зимней базы и конюшня. Судно было сильно перегружено. Далее двинулись в урочище Хабарово в проливе Югорский Шар, где погрузили оленину, меховые шкуры для шитья одежды и спальных мешков, а также 30 остяцких лаек. При подходе к Земле Франца-Иосифа, «Виндворд» 20 августа столкнулся с тяжёлыми льдами. Остров Белл увидели 25 августа и планировали высадиться на мыс Гранта, но приблизиться мешала 35-мильная полоса льда, которая удерживала корабль со слабой машиной в течение двух недель. Вдобавок температура воздуха составляла 28 °F (−2,2 °C) и молодые льды быстро нарастали. Ледовым штурманом на «Виндворде» шёл Джон Кроутер — участник экспедиции Ли Смита на «Эйре», но даже ему не удалось подсказать капитану, как приблизиться к берегу. 29 августа увидели первого полярного медведя, но не удалось подобраться к нему на расстояние выстрела. Впрочем, охота быстро наладилась, и в течение всей зимовки одних медведей было добыто больше 60. Чучело, набитое Кётлицем, было помещено в музей Дувра, где служил врачом его брат.

### Обустройство

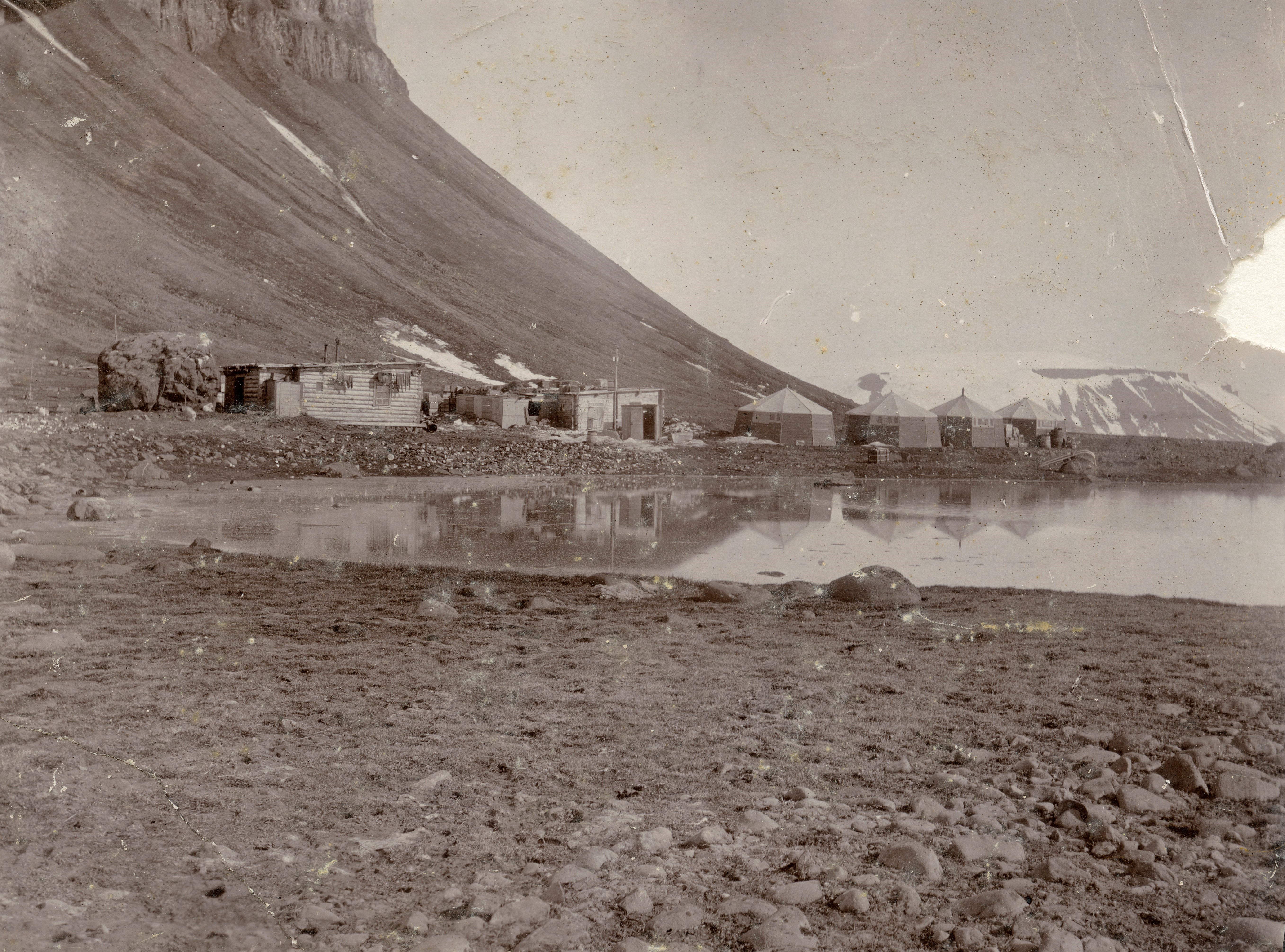
Панорамный вид базы «Элмвуд» в 1896 году. Слева направо: зимовочный дом, конюшни и четыре склада-балагана. Фото Фритьофа Нансена

Попытки пробиться к островам поглощали ограниченный запас угля, однако, благодаря налетевшему с севера шторму, ледовые перемычки были в начале сентября разбиты. Хотя первоначальный план предусматривал размещение в гавани Эйры, дойти до острова Белл не удалось и было решено высаживаться на мысе Флора. Высадка произошла 8 сентября, а разгрузка и возведение базы началось 10-го числа. Зимняя база получила имя «Элмвуд» (англ. Elmwood) — в честь резиденции главного спонсора Хармсворта. База включала жилой дом, четыре деревянных склада с парусиновой крышей, собачьи будки и конюшню. Работы велись круглосуточно по следующему графику: 16 часов работы и 8-часовой перерыв на отдых и еду; в работе принимали участие все матросы корабля и все участники экспедиции, включая учёных и начальника.
База располагалась на береговой террасе на галечном пляже на высоте 115 футов (35 м) над морем. В возведении базы деятельное участие принял русский плотник Варакин, пошедший с англичанами из Архангельска и оставшийся на зимовку. Жилой дом был построен из сосновых брёвен толщиной в 1 фут (30 см), жилое пространство имело размер 20 × 20 футов (37 м²) и высоту 7 футов (2,1 м). Крыша и пол были двойными, окна также имели двойные рамы. Стены были надёжно проконопачены мхом и изнутри обтянуты зелёным сукном. В жилой комнате располагался круглый стол посередине и книжные шкафы, под потолком были устроены подвесы для сушки одежды и лыж. В сенях разместили кухню и кладовую.
Все работы были завершены к 27 сентября. Из-за рано наступившей зимы «Виндворд» не мог вернуться, но для него удалось найти надёжную гавань. Однако это создавало серьёзную проблему, поскольку на зимовке осталось не 8, а 41 человек. 19 октября началась полярная ночь. Джексон от самой высадки приступил к метеорологическим наблюдениям, которые производились сначала каждые четыре, а затем — через два часа в течение трёх лет подряд. Магнитными наблюдениями во время зимовок занимался Армитедж. Поскольку судно осталось в гавани, участники экспедиции жили в своих каютах, пока изба не была окончательно утеплена и оборудована, новоселье состоялось только 17 ноября.

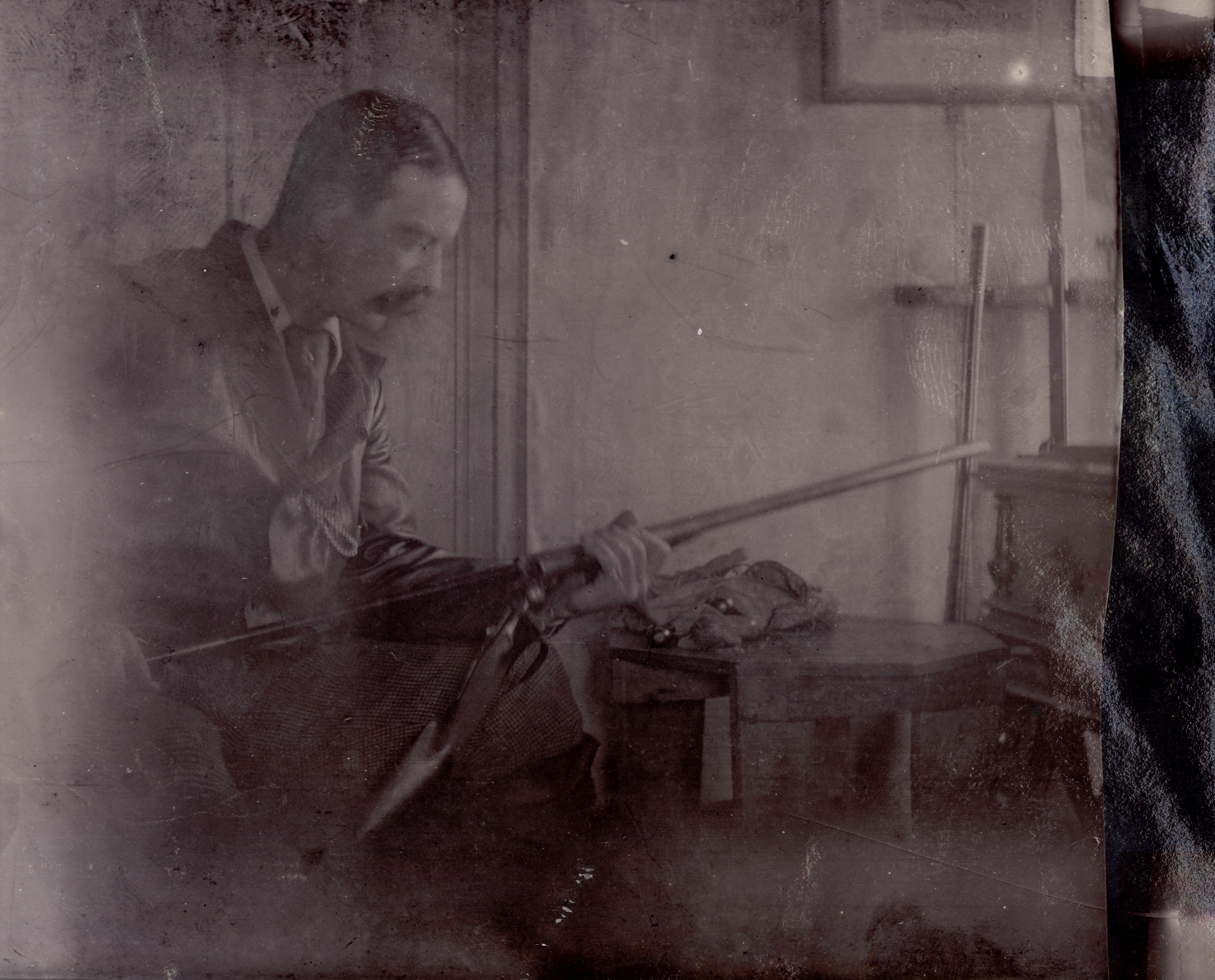
Джексон чистит оружие на зимовке

В тесном жилом доме в первые два сезона экспедиции располагалось 8 человек, а в третий — семь. Джексону, Армитеджу и Кётлицу полагались отдельные закуты площадью 1,5 × 1,5 фута, всем приходилось спать на полу, используя матрасы и спальные мешки. Энтузиазм команды к пешим и лыжным прогулкам объяснялся и желанием уединения; нередки были и конфликты в команде, в том числе на классовой почве. Первоначально Джексон полностью разделял обязанности с прочими участниками команды, но со временем становился более авторитарным. Вдобавок он требовал регулярных отчётов от своих товарищей, составленных письменно по особой форме. Досуг на зимовках был ограничен: прогулки на свежем воздухе, спортивные матчи, чтение и музыка. У экспедиции был портативный оркестрион, но Кётлиц писал в дневнике, что такое развлечение быстро наскучило: если музыка не нравилась, всё равно приходилось её слушать. Успехом пользовались вист, шахматы и криббидж. Благодаря щедрости спонсоров, экспедиционная библиотека составляла 500 томов, которые пользовались большим спросом. У экспедиции имелась ванна, которую наполняли горячей водой из камбуза, но гигиенические процедуры приходилось совершать в общей комнате по графику; раздражение у всей команды вызывали нарушения графика командиром, из-за чего периодически приходилось переносить обеды и ужины. Выстиранные вещи также приходилось сушить в общей кают-компании. Единственной стороной быта, которой были довольны все, — количество и качество пищи. Судя по дневнику Кётлица, на завтрак обычно полагалась овсянка, холодное мясо или бекон, мёд, хлеб с маслом и чай; на обед, как правило, подавали медвежатину с овощными консервами или даже мхом и сенной, добытой полярным летом на месте (их использовали для профилактики цинги). На ужин бывал суп, картофель и овощи, выпечка, сыр. По субботам выдавали алкоголь, обычно — по рюмке портвейна за ужином.

### Зимовка

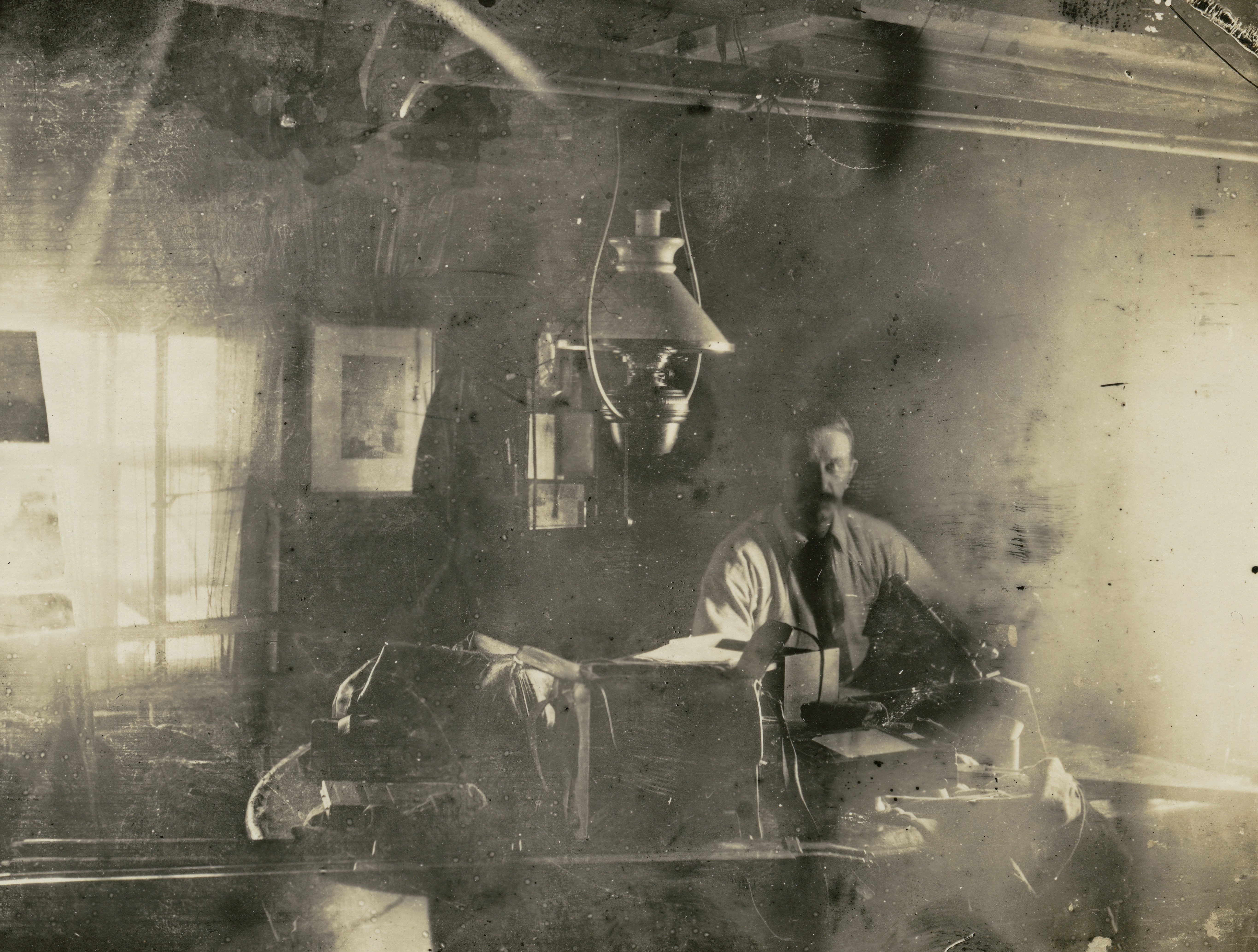
Джексон на базе Элмвуд

Зимовка на «Виндворде» проходила значительно менее благополучно. Кётлиц как врач регулярно навещал команду, но большинство матросов отказывалось выходить на мороз для физической разминки и брезговало мясом моржей и медведей. Несмотря на то, что команде выдавали лаймовый сок (по 1 унции в день на человека, начиная с 23 сентября), на борту началась цинга. Уже в октябре большое беспокойство вызывало состояние здоровья капитана Шлоссауэра (Кётлиц утверждал, что тот болен сифилисом), это привело к падению дисциплины. К тому времени испортились отношения Шлоссауэра и Джексона, что было обычным явлением в полярных экспедициях: начальник считал себя главным, а капитан не допускал, чтобы гражданское лицо отдавало приказы судовой команде. После возвращения команды в Англию, Шлоссауэр был уволен и заменён новым капитаном по фамилии Браун. Тем не менее метеорологические наблюдения Шлоссауэра были опубликованы в виде приложения к отчёту экспедиции. К марту 1895 года лишь двое матросов отказывались от свежего мяса и супа из крови и находились в тяжёлом состоянии. В июне 1895 года матрос Моатт скончался и был погребён на плато позади «Элмвуда».
Чтобы мотивировать людей, Рождество и новый, 1895 год были торжественно отпразднованы. На рождественский ужин помимо оленины (доставленной из России в замороженном виде) и медвежатины подали суп из черепахи с зелёным горошком, с шампанским и виски. Праздник способствовал большему единению команды, обычно замкнутый и угрюмый Джексон, судя по дневникам участников экспедиции, расслабился и был сердечен. После ужина команда устроила музыкальный вечер с органом, который продолжался до утра. Новый год был отпразднован аналогичным образом. Чтобы команда не теряла формы, Джексон попытался устраивать футбольные матчи при лунном свете, однако обнаружилось, что активные игры на морозе привели к обмораживанию лёгких и кровохарканью. Обучение ходьбе на лыжах давалось легче. Несмотря на советы Армитеджа и Кётлица, Джексон приказал перевезти на берег две шлюпки, которые покрылись 4-футовым слоем замёрзшего снега и оказались непригодными для использования.

## Сезон 1895 года

### Подготовка к выходу

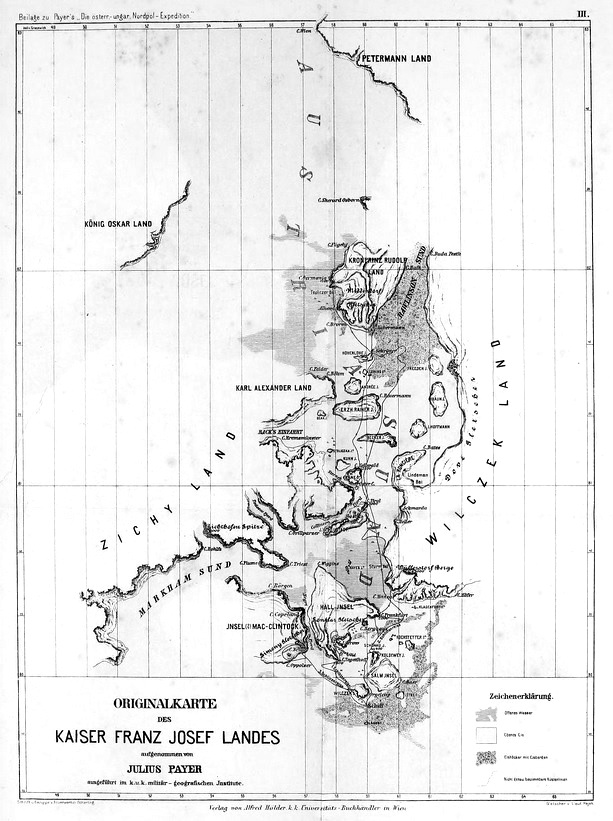
Земля Франца-Иосифа в представлении Ю. Пайера, 1874

Во время зимовки Джексон начинал планировать походы для изучения архипелага. Имевшиеся в экспедиции карты, составленные Пайером и Ли Смитом, представляли Землю Франца-Иосифа как обширный материковый массив, окружённый по периферии островами. Джексон рассчитывал с наступлением полярного дня начать закладку депо и продвигаться настолько севернее, насколько получится. Пайер не прошёл далее 82° 05' с. ш., но утверждал, что севернее были ещё земли, которые получили имена Земля Короля Оскара и Земля Петермана. Ли Смит открыл Землю Александры, которая, по его мнению, простиралась далеко на запад. Джексон рассчитывал, что эти земли являются отрогами полярного материка и позволят достигнуть полюса. Начальник также готовил к походам меховую одежду, которая была сшита для экспедиции по ненецкому образцу. Во время февральских штормов Джексон заставил зимовочный отряд устанавливать палатку, чтобы экспедиционеры быстро справлялись с этим навыком в самых экстремальных условиях.
Кётлиц на зимовке занимался зоологическими исследованиями и скрупулёзно описывал в журнале результаты вскрытия и разделки всех добытых охотниками животных и птиц, а также набивал чучела. Одним из экспериментов, проведённых врачом над собой, было поедание печени белого медведя, которой, как он выяснил, избегают чайки и другие обитатели Арктики. В результате Кётлиц получил отравление витамином А (о котором тогдашняя наука не имела понятия) и предельно точно описал его клинические симптомы. Кроме того, Кётлиц сшил маску для носа и лица и единственный не страдал от обморожений и солнечных ожогов.
Сильные январские штормы (иногда силой до 8—10 баллов) и снегопады занесли базу 10-футовым покровом и вынудили команду постоянно откапывать дом и склады. Это способствовало раздражительности командира; ссоры вспыхивали ежедневно, иногда по самым незначительным поводам, например о расположении в Лондоне Камдена и Риджентс-парка. Серьёзный конфликт между Джексоном, Армитеджем и Кётлицем возник из-за того, как заставить судовую команду работать и лечиться от цинги: начальник экспедиции обвинил врача и своего заместителя в том, что матросы целые дни проводят в койках. Судя по дневнику Кётлица, Джексон постоянно страдал от инфекции в ушах, геморроя и невралгии, что не способствовало душевному равновесию; вдобавок он критиковал врача за применяемые методы и лекарства. Джексон не захотел применять во время санных походов фабричный пеммикан, а взамен команда развешивала свежее мясо, которое замораживали с травами и горчицей для немедленного употребления. Впрочем, со временем медвежатину стали смешивать с моржовым салом. Джексон и Кётлиц также учились у Армитеджа навигации и пользованию теодолитом и секстантом. По мере приближения весны, Джексон и Армитедж начали выезжать на пони, приучая их к полной нагрузке. Кётлицу поручили ездовых собак, и к 1 марта он сшил 18 комплектов упряжи. После испытательных поездок сани и груз взвешивались для определения оптимального соотношения нагрузки. Оказалось, что пони проваливались в рыхлый снег и им были нужны снегоступы.

### Весенние походы

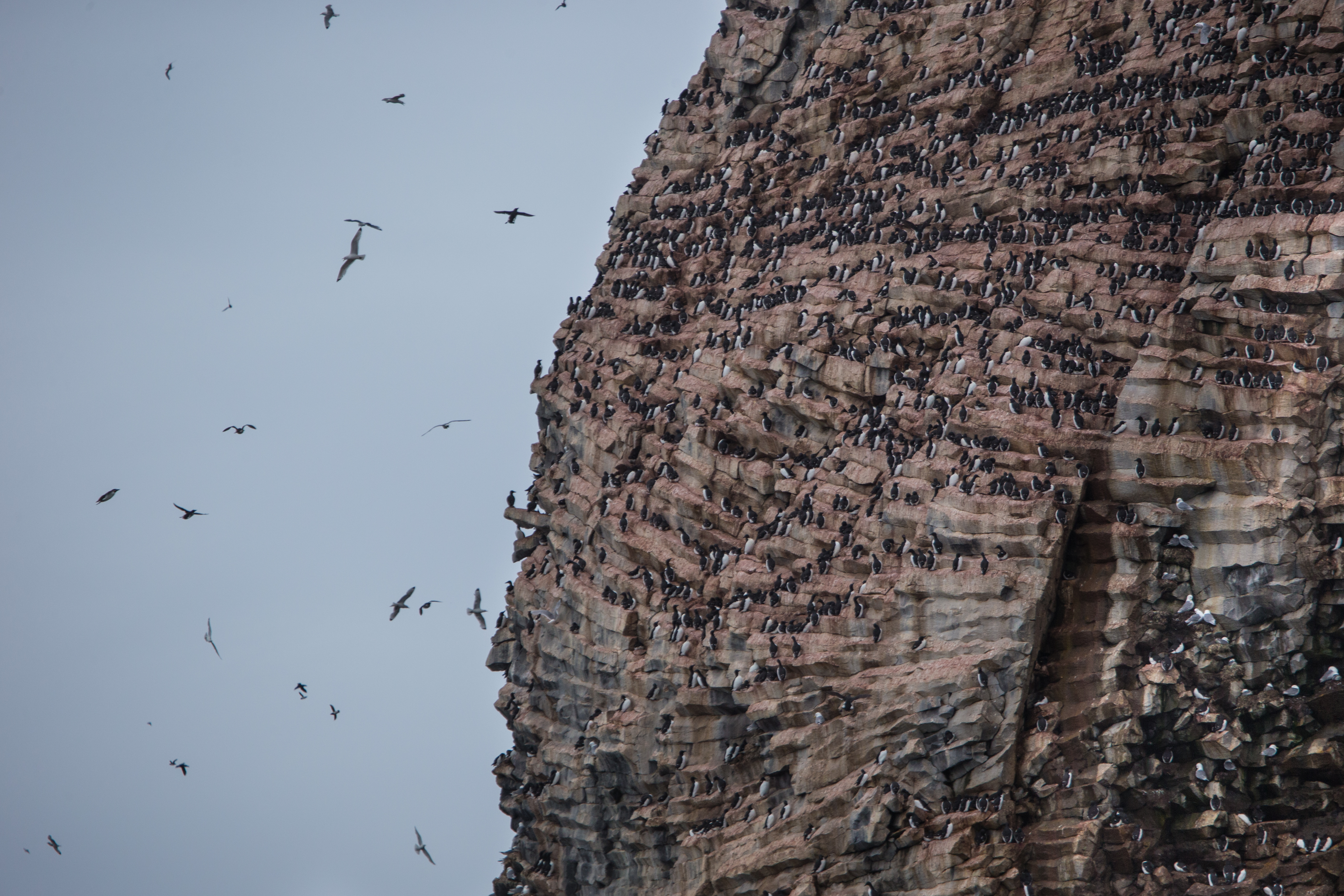
Птичий базар на скале Рубини в районе острова Гукера. Фото 2013 года

Солнце на широте мыса Флора взошло 23 февраля 1895 года, и уже 10 марта санная партия выступила в путь в составе Джексона, Армитеджа и Карла Бломквиста. Провожала их вся команда, включая судовой отряд, троекратным «ура!». У них было четверо нарт, запряжённых двумя лошадьми, груз на каждых санях равнялся 450 фунтам (204 кг). Они должны были заложить депо на острове Гукера, наполненное фуражом для пони (из расчёта 4 фунтов сена и 3 фунтов жмыха на каждое животное в день) и мясом для людей и собак. Оставленный на базе Кётлиц должен был изготовить большое количество бамбуковых вех с флагами и развесить пайки для закладки следующих складов. Первая санная поездка завершилась 16 марта и тяжело далась путешественникам: все трое были в разной степени обморожены. Главным сюрпризом на Земле Франца-Иосифа оказались не морозы, а непрерывный туман, который мешал ориентации и не позволял высушить одежду и снаряжение. Из-за туманов экспедиционеры не смогли добраться до мыса Триест. Заложенный склад был обозначен бамбуковыми вехами и большой снежной пирамидой. 17 марта ездовые собаки устроили грандиозную драку, был растерзан лучший ездовой вожак, спасти которого не удалось. Джексон, измученный путешествием, сорвался и избил всех собак. После этого собак стали привязывать поодиночке.

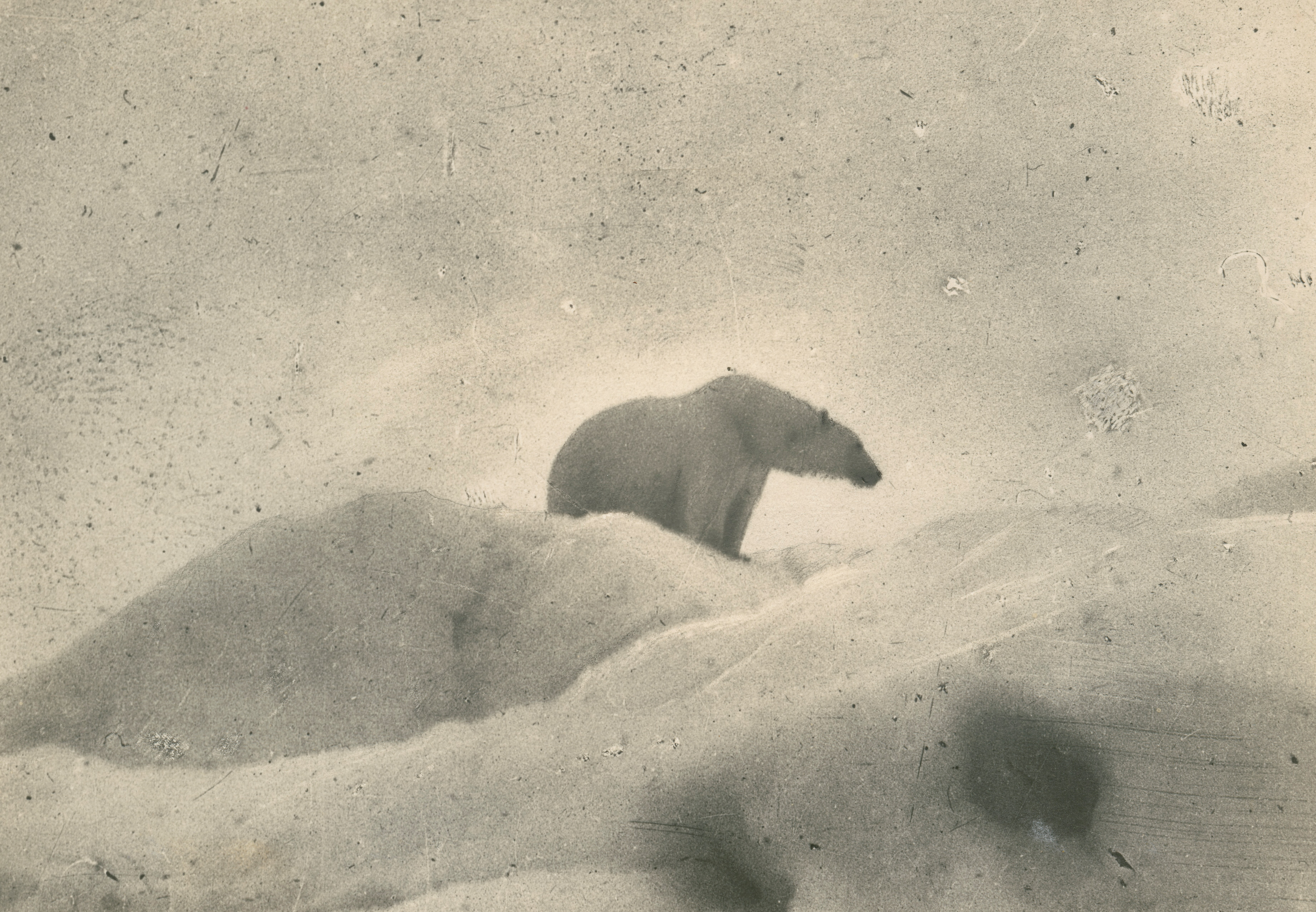
Полярный медведь в торосах на мысе Флора. Фото Фритьофа Нансена

Уже с 19 марта началась подготовка следующего похода, в котором Джексон решил использовать большую часть зимовочного отряда. Джексон и Армитедж начали охоту на медведей, причём однажды одолели 20 км с тяжёлой добычей, положенной в нарты. 23 марта обнажились склоны гор, после чего Кётлиц начал геологические экскурсии, в которых ему ассистировали Фишер, Дансфорд, Чайлд и Бёрджес. От этого времени сохранился примечательный документ — письменная инструкция Джексона по обращению с пони в полевых условиях Арктики. 16 апреля санная партия взяла 8 нарт, влекомых всеми четырьмя лошадьми, и двинулась к Британскому каналу — проливу, разделяющему западные и центральные острова архипелага. В первый же день большой караван проделал 20 миль, по словам О. Джонса — «выдающийся результат», который свидетельствовал о накопленном опыте и качествах Джексона-руководителя. Когда полярники достигли заложенного в марте склада, они обнаружены, что всё разграблено медведями, которые даже вскрыли консервные банки. Дальнейшее передвижение было тяжело: лошади с трудом преодолевали ледниковые трещины и рыхлый снег, иногда приходилось забираться на склоны высотой до 1300 футов. Средний переход в этих условиях не превышал 4 миль, вдобавок людей изнуряла проводка пони, которые паниковали и лягались, а также падали. В эти же дни Джексон и Армитедж впервые осознали неточность карт Пайера и Ли Смита. Дальше испортилась погода: из-за штормовых ветров сильно пострадали руки и лица полярников. 21 апреля Кётлиц был отправлен на базу вместе с Хейвардом, им предстояло начать подготовку следующего похода, а, кроме того, Кётлицу было поручено составить первый отчёт Хармсворту, поскольку Джексон не рассчитывал вернуться к отправлению «Виндворда». Далее Джексон и Армитедж по морскому льду достигли самой северной точки своего похода и 2 мая добрались до западного побережья острова Джексона. Здесь вместо пайеровской «Земли Зичи» они обнаружили множество мелких островов. Поскольку наступило полярное лето и началось таяние льдов, Джексон решил возвращаться. Стало ясно, что полюс недостижим, а прежние представления о природе Земли Франца-Иосифа ошибочны.
Первые весенние походы заставили Джексона сделать выводы относительно полярного снаряжения. Например, ненецкая одежда из оленьих шкур хорошо защищала от ветра и низких температур, но при использовании во время длинных маршей англичане сильно потели, из-за чего по ночам в палатке снятые парки замерзали. Почти все члены экспедиции повредили зубы из-за попыток разгрызть замёрзшие сухари. Оказалось, что на марше нежелательно оставлять усы и бороды, которые замерзали во время пурги. Из-за того, что экспедиционеры потели, их мучала сильная жажда, что требовало повышенного расхода топлива для растопки льда, и т. п.
В своём отчёте Джексон сам подытожил результаты весеннего похода следующим образом: обследовано и картографировано 270 географических миль побережий, самой северной точкой, достигнутой партией, была 81° 19' 30" с. ш., видимое оттуда море Джексон назвал именем королевы Виктории. В максимальном приближении к этой точке было заложено три склада для последующих походов.

### Летние походы и отплытие «Виндворда»

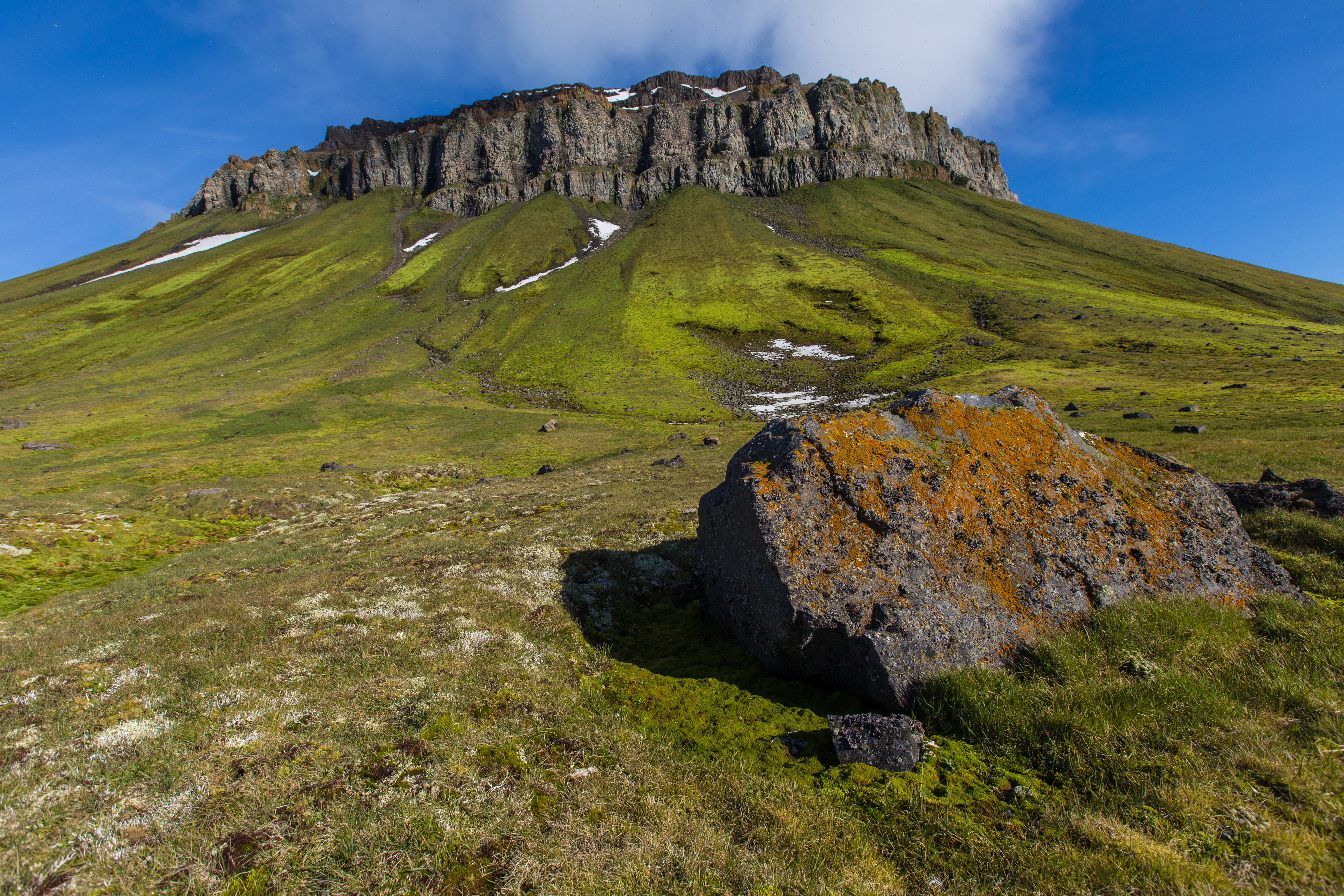
Мыс Флора 5 августа 2013 года

Вернувшийся на базу Кётлиц двинулся на остров Гукера уже 4 мая; путешествие за геологическими образцами заняло три недели. Поскольку все пони были заняты Джексоном, врач оценил преимущество ездовых собак в экстремальных условиях, особенно на неровной местности и в рыхлом снегу, в который пони проваливались по брюхо. Несмотря на малый опыт, Кётлицу удалось поладить с упряжкой, а его ассистент Чайлд бежал на лыжах рядом. В воскресенье, 26 мая на базу вернулся отряд Джексона; к тому времени «Виндворд» уже стоял на воде, и можно было начинать приготовления к его возвращению. К июню Джексон рассорился почти со всеми членами экспедиции и предпочитал охотиться в одиночку. Судовая команда, чтобы разбить ледовые перемычки, была вынуждена прибегнуть к взрывчатке, в результате пострадал один матрос. 1 июля 1895 года Кётлиц, Чайлд и Фишер отбыли в геологическую экскурсию на мыс Гертруда, причём взяли с собой снегоступы, а не лыжи; эти приспособления полностью оправдали себя. На мысе путешественники нашли шесть китовых скелетов и много пла́вника — принесённых льдами стволов сибирской древесины. С вершины мыса экспедиционеры наблюдали 3 июля отплытие «Виндворда», в последующие дни Кётлиц был занят исследованием песчаников и сланцев на мысе Гертруда. Кётлиц во время летних экскурсий попытался обосновать полезность холодных купаний, и охотно мылся в талых озерцах при температуре воды +37 °F и воздуха +45 °F (соответственно, +3 и +7 °C). На том же мысе Чайлд обнаружил гигантскую морену, центральный валун которой весил больше тонны и имел размеры примерно 10 × 10 × 7 футов.
После возвращения на базу 8 июля 1895 года, между Джексоном и Кётлицем произошёл следующий инцидент: за ужином начальник спросил, сколько бы смог выдержать геолог выстрелов из сигнальной ракетницы с расстояния 20 шагов. Полагая это шуткой, Кётлиц сказал, что дюжину. После этого Джексон вызвал его на улицу, поставил против скалы и стал расстреливать из ракетницы с расстояния 35 шагов, причём один из выстрелов опалил брюки. Прочие члены команды не пожелали в этом участвовать; в последующие дни Джексон развлекался, стреляя из ракетницы в ездовых собак. Тем не менее 11 июля Джексон в сопровождении пятерых членов команды — Армтитеджа, Бёрджеса, Фишера, Бломквиста и Чайлда — отплыл на вельботе «Мэри Хармсворт» (названном в честь жены спонсора) в сторону Земли Александры. Кётлица и Хейварда оставили на базе. 12 июля вельбот достиг острова Белл, и его можно было рассмотреть в телескоп. Неожиданно 15 июля на байдарке с парусом явился Бёрджес с приказом начальника заменить его: после ссоры с Джексоном он был уволен и отправлен на базу ожидать возвращения в Англию. Уже на следующий день доктор нашёл группу Джексона у мыса Грант, где занялся геологическими исследованиями, тогда как остальные охотились. Геологические и биологические исследования продолжались до 27 июля, причём Фишер и Кётлиц пришли к выводу, что многие находки могли сформироваться только под водой, а не на уровне моря.

### Открытие мыса Мэри-Хармсуорт

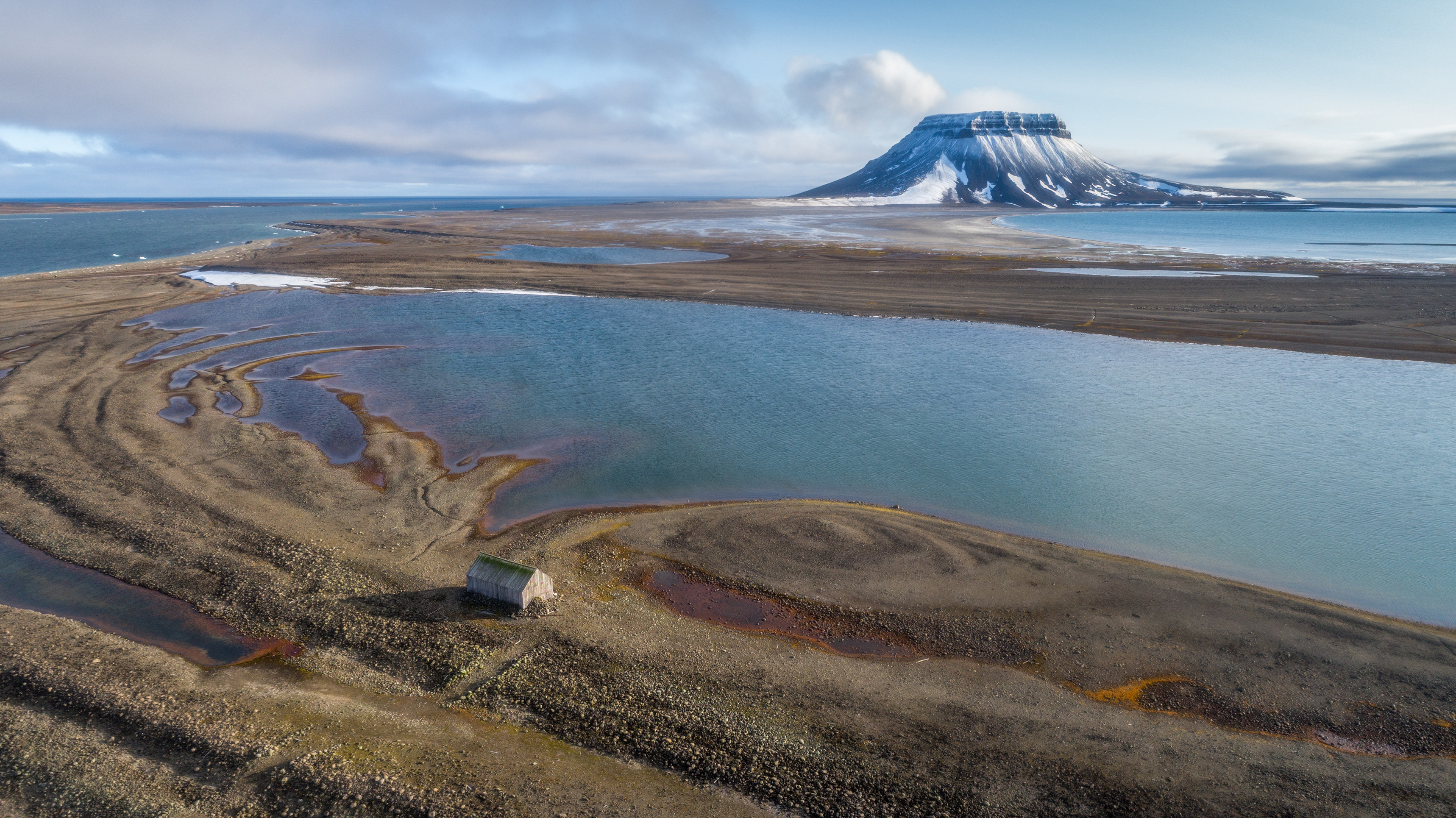
Гавань Эйры (с зимовочным домиком Ли Смита) и остров Белл. Фото 27 августа 2017 года

28 июля «Мэри Хармсворт» отплыла в неизведанные воды Земли Франца-Иосифа. Путешественники хотели дойти до мыса Лофли, и здесь пригодился морской опыт Армитеджа: разразился сильнейший шторм. Армитедж заявил, что следует идти по ветру, однако волны были слишком велики и захлёстывали шлюпку. В течение трёх дней путешественники выживали в бурном арктическом море почти без сна, отчерпывая воду. Было решено попытаться войти в ледяное поле, но оба ледовых якоря через пару часов были сорваны. Затем путешественники потеряли единственный морской якорь. Люди насквозь промокли, а верхняя одежда покрылась коркой льда. На третьи сутки, когда шторм утих, Армитедж решился править к видимой в тумане суше. Измученные экспедиционеры рискнули поставить парус и через четыре часа достигли берега. Сил у них не было даже чтобы разгрузить лодку, и Джексон немедленно приказал развернуть палатку и готовить горячую еду и начинать сушиться. Армитеджа, как главного спасителя, напоили портвейном, завернули в оставшиеся сухими вещи и положили в отапливаемую примусом палатку, а его одежду развесили на ветру. Чтобы согреться, остальные с помощью каната вытащили вельбот на галечную отмель и попытались уснуть в нём вповалку, чтобы высушить одежду на себе. Однако вскоре начался дождь и град, и пришлось переносить лагерь на возвышенность. В довершение всех бед оголодавший пёс Нимрод сожрал редких сизых чаек, которых везли как биологические образцы. Только 5 августа путешественники более или менее пришли в себя и решили продолжать исследования. 6 августа от берегового ледника откололся айсберг, подняв волну, угрожавшую «Мэри Хармсворт» опрокидыванием в миле от побережья. Тем не менее Кётлиц продолжал исследования и даже обнаружил на мысе Стивена тонкие слои лигнита. В результате команда открыла крайнюю западную точку архипелага — мыс Мэри-Хармсуорт. Дальнейшее передвижение прошло без инцидентов, и 11 августа отряд вернулся в Гавань Эйры. Команда настреляла множество птиц, которых затем препарировал Кётлиц. Джексон, Армитедж и врач посетили хижину Ли Смита, которая была в отличном состоянии. Только в 7:30 утра вторника, 13 августа, группа Джексона вернулась в Элмвуд. Залив был забит айсбергами и начиналось нарастание морского льда, но навыки Армитеджа позволили благополучно высадиться на берегу.
Армитедж пришёл к выводу, что вельбот больше не пригоден для дальнейших исследований. Медицинское обследование показало, что все потеряли в весе, больше всего Чайлд — 15 фунтов (6,8 кг). Джексон распорядился начать заготовку свежего мяса на зиму и за четыре часа настрелял 148 разных птиц, которых развесил по скосам крыши, где они замёрзли. Всего к наступлению зимы было заготовлено более 1000 птиц, которых путешественники считали вкуснее медведей и моржей. Кётлиц собирал траву и лишайники, которые использовались в пишу как приправа вместе с овощными консервами. Поскольку Джексон не пренебрегал охотой на медведей и моржей, почти весь август члены команды рубили мясо, очищали шкуры, а Кётлиц набивал чучела, из-за чего был вынужден прервать геологические исследования.

### Вторая зимовка на мысе Флора

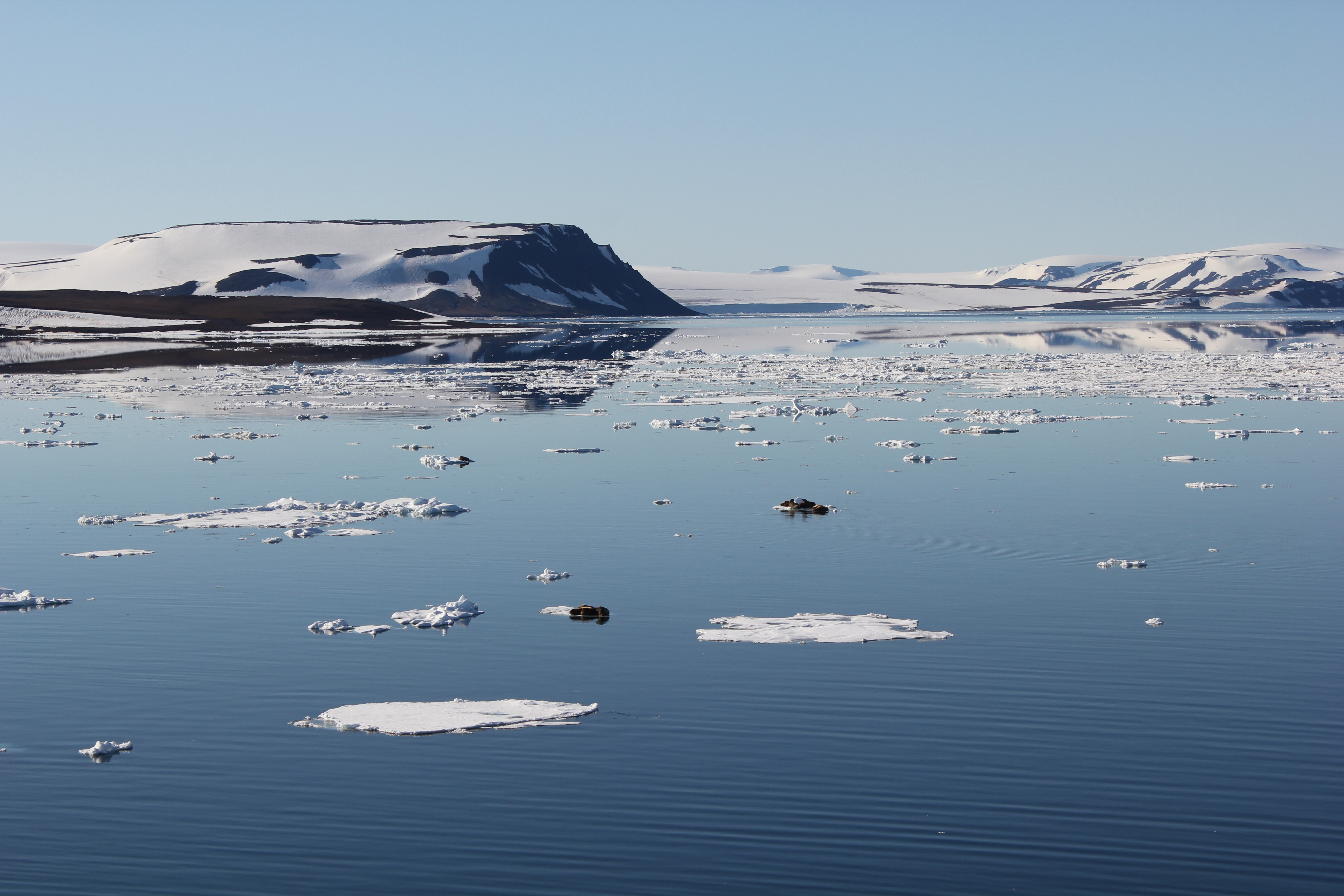
Моржи у острова Столичка. Фото 3 августа 2015 года

Зимняя погода в 1895 году наступила уже в сентябре, и по мере того, как команда оказалась в одном помещении, участились конфликты. 5 сентября, когда Джексон приказал Бёрджесу идти собирать растения, тот заявил, что больше не является его подчинённым и не собирается исполнять его распоряжений. В результате произошла драка (начальник пытался вытолкнуть Бёрджеса из хижины), свидетелями которой были Армитедж и Фишер. После этого Бёрджес вызвал Кётлица, который собирал тогда луковичные растения, и было организовано общее собрание. Джексон подтвердил увольнение Бёрджеса, но на Кётлица возложили контроль за его здоровьем и физической активностью, чтобы он благополучно дожил до эвакуации. Общались они теперь исключительно через Кётлица; Джексон не мог успокоиться ещё почти неделю после этого эпизода и даже приказал запирать табачный склад, чтобы Бёрджес не мог брать курево без разрешения. 8 сентября была первая годовщина высадки на мысе Флора, в этот день Джексон застрелил четырёх моржей, которых пришлось буксировать к берегу и разделывать: занятие, не вызывавшее восторгов у членов экспедиции.
Зима 1895—1896 годов была суровой: температура иногда падала до −46 °F (−43 °C), в такую погоду англичане не рисковали выходить из помещения. Однако стиль общения Джексона не изменился, поэтому Кётлиц в рабочее время стремился быть в конюшнях и на складах, где сортировал шкуры, продолжал набивку чучел (одних глупышей и гагар настреляли больше 1000) и прочее. Судя по дневнику доктора, скандалы во время зимовки приобретали затяжной характер, в результате участники могли не общаться друг с другом неделями. Джексон по-прежнему плохо относился к ездовым собакам, поэтому пригляд за ними был поверхностный, участились смертельные драки и количество травм. К тому времени подросли щенки, родившиеся на зимовке, и экспедиционеры стали приучать их к упряжке; Кётлиц нагрузил свою восьмёрку 500 фунтами груза (226 кг). 30 сентября Джексон и Армитедж погнались за медведем в одном исподнем, но тот ловко вскочил на ледовое поле и убежал. В результате у начальника последовало обострение геморроя, а также болей в ушах: каждое утро Кётлиц шпринцевал их мышьяком. К психологическим тяготам добавились физические: запас угля для камбуза и отопления оказался меньшим, чем требовалось, после чего команда стала собирать плавник, которого было много по побережьям.

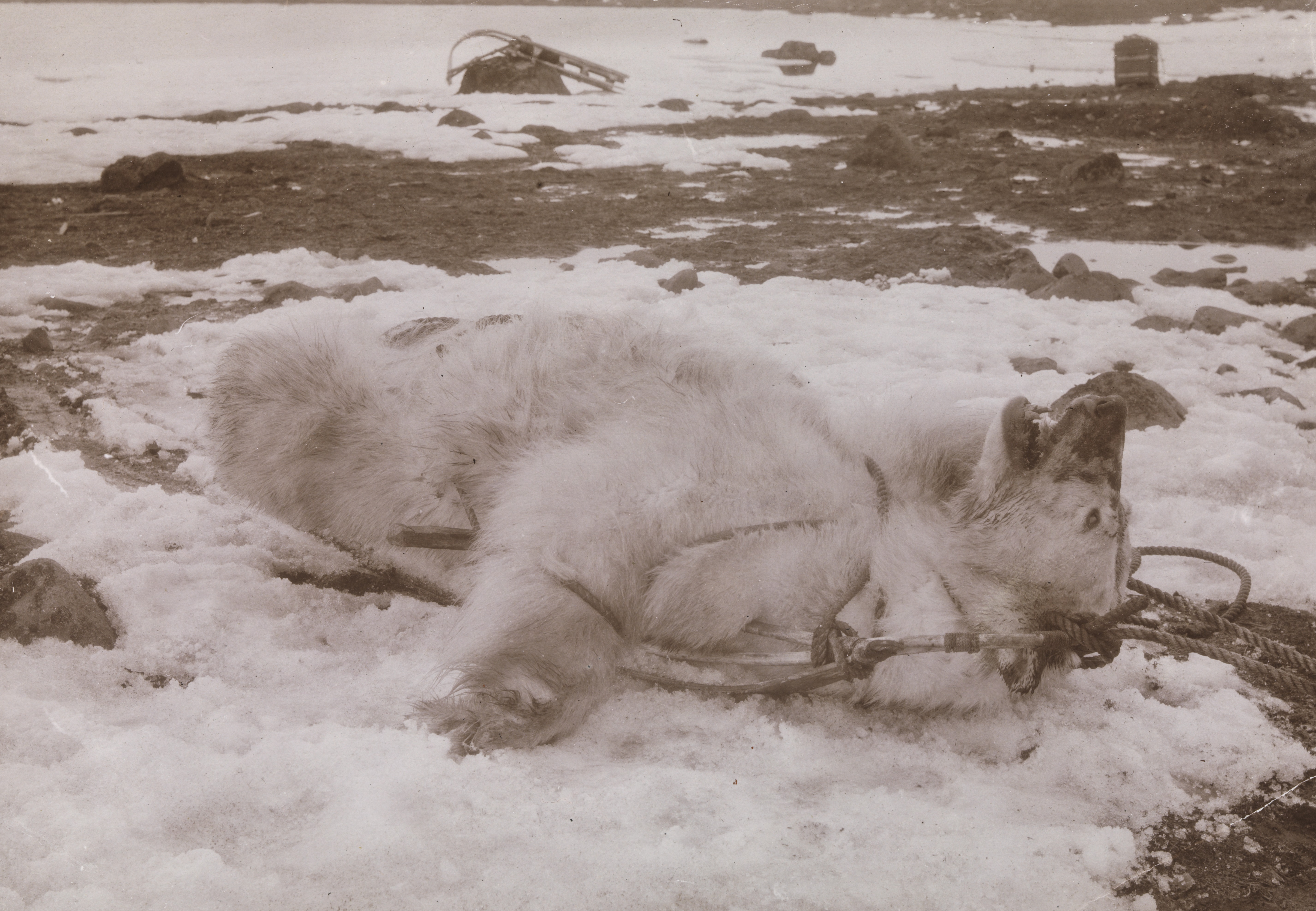
Полярный медведь, застреленный Джексоном, буксируется на нартах

С последней недели октября снегопады стали ежедневными. В обстановке полярной ночи самыми тяжёлыми были ночные вахты, причём Кётлиц взял себе период от 2 до 4 утра, когда мог беспрепятственно читать и заполнять свой журнал. Джексон тогда повздорил с Кётлицем: после обсуждения причин цинги, врач решительно заявил, что подбор провианта для судовой команды не входил в его служебные обязанности, но он сделал всё, чтобы заставить экипаж «Виндворда» питаться свежим мясом. Джексон в конце концов заявил, что не желает более слышать об этих вещах. Однажды он поделился с Кётлицем своими опасениями по поводу депрессии у всех участников экспедиции, видимо, искренне не понимая, что сам является её причиной. В декабре стало значительно больше белых медведей, чем когда-либо, однажды команда наблюдала, как медведи задрали четырёх моржей, которые слишком приблизились к побережью. Рождественский сочельник и Рождество праздновали торжественно, Фишер приготовил изысканное меню, отпечатанное на латыни. На праздничном столе появился рождественский гусь, было много портвейна и шампанского, Джексон щедро одаривал всех сигарами. Хотя формально 26 декабря было днём отдыха, Кётлицу и Армитеджу приходилось каждые два часа снимать метеорологические показания, а врач также вырвал зуб у Хейварда.
Новый, 1896 год ознаменовался ясной лунной погодой и морозом −36 °F (−37 °C). Джексон предложил отпраздновать его пуншем, Фишер нашёл в поваренной книге два подходящих рецепта, которые они и реализовали, — соответственно, на основе хереса и виски, с добавлением фруктового сока и лимонов. Январь не прошёл без конфликтов, но в целом члены команды несколько адаптировались, меньше было обморожений и травм, и это несмотря на ураганные ветра и понижение температуры до −40 °F (−40 °C). Кётлиц обрабатывал шкуры белых медведей, которых регулярно отстреливал Джексон. В целом состояние здоровья экспедиционеров не вызывало опасений, однако участились случаи бессонницы, в том числе у самого врача.

## Сезон 1896 года. Встреча с Нансеном

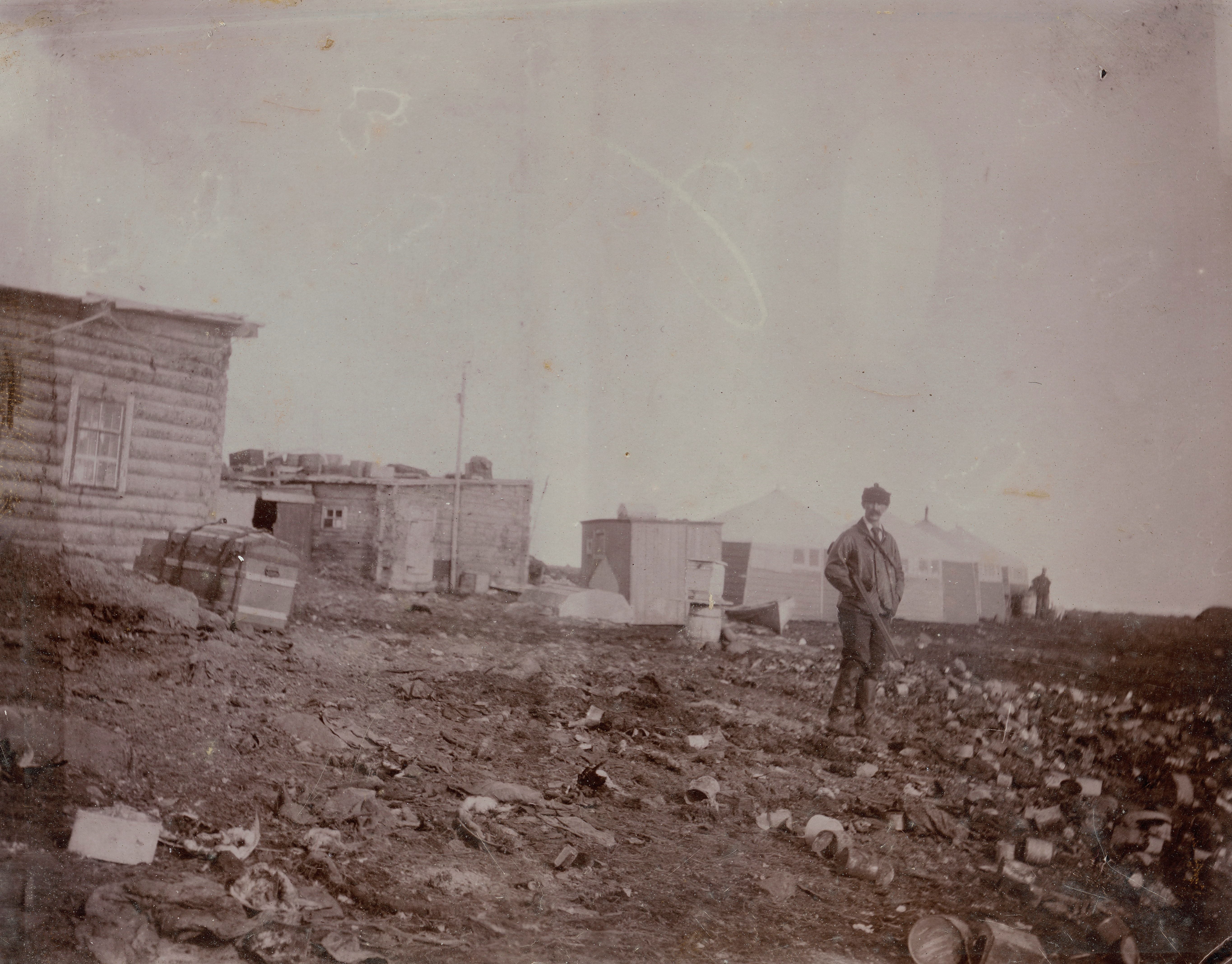
Джексон на фоне построек Элмвуда, жилой дом слева. Фото Фритьофа Нансена

### Подготовка
К восходу солнца в феврале экспедиция начала подготовку к выходу на север, чтобы улучшить результаты предыдущего года. Были перешиты полярные костюмы и упряжь для собак, причём Кётлицу пришлось приложить много усилий, чтобы привести в форму собак, которые по-прежнему дрались между собой и на которых нападали медведи. Собак стали вновь приучать к нартам, нагрузка на которых в течение месяца постепенно доводилась с 200 до 600 фунтов. Пони сохранить не удалось, и зимой пало трое из них. К концу февраля погода постепенно налаживалась, но температура не превышала −20 °F (−29 °С), а по ночам случались сильные снегопады. 28 февраля астроном Армитедж и Кётлиц наблюдали полное лунное затмение, зарисовки которого сохранились в журнале доктора. Джексон возобновил охоту на медведей, причём 5 марта, когда его подняли с постели, вновь выбежал за зверем в исподнем. Из-за сильнейших снегопадов выход задерживался, поэтому Джексон на всякий случай написал письма родным и составил инструкцию Кётлицу, которому переходили в его отсутствие полномочия начальника экспедиции. По О. Джонсу, этот документ примечателен как тем, что Джексон считал важным для нормального функционирования команды, так и степенью формализма в экспедициях того времени.

Доктору Кётлицу, эсквайру, и проч.

За время моего отсутствия Вам передаётся исключительная ответственность за экспедицию и её деятельность в Элмвуде. Я возлагаю на Вас полномочия действовать по-прежнему и осуществлять те работы, как указанные мною, так и иные, которые будут направлены на благополучие экспедиции. Я ожидаю повиновения Вам каждого участника партии, поддержки во всём и исполнения Ваших указаний; я не сомневаюсь, что они с большой охотой сделают это.

Фредерик Дж. Джексон, начальник полярной экспедиции Джексона — Хармворта.

В приложении к приказу мелочно перечислялись разновидности работ, включая действия со складами № 2 и 4. Отдельно прописывалось, что Хейвард исполняет обязанности кока и провиантмейстера и обязуется поддерживать рабочее место в чистоте. Всё было направлено на то, чтобы оставшиеся члены команды не оставались в праздности.

### Весенние заботы

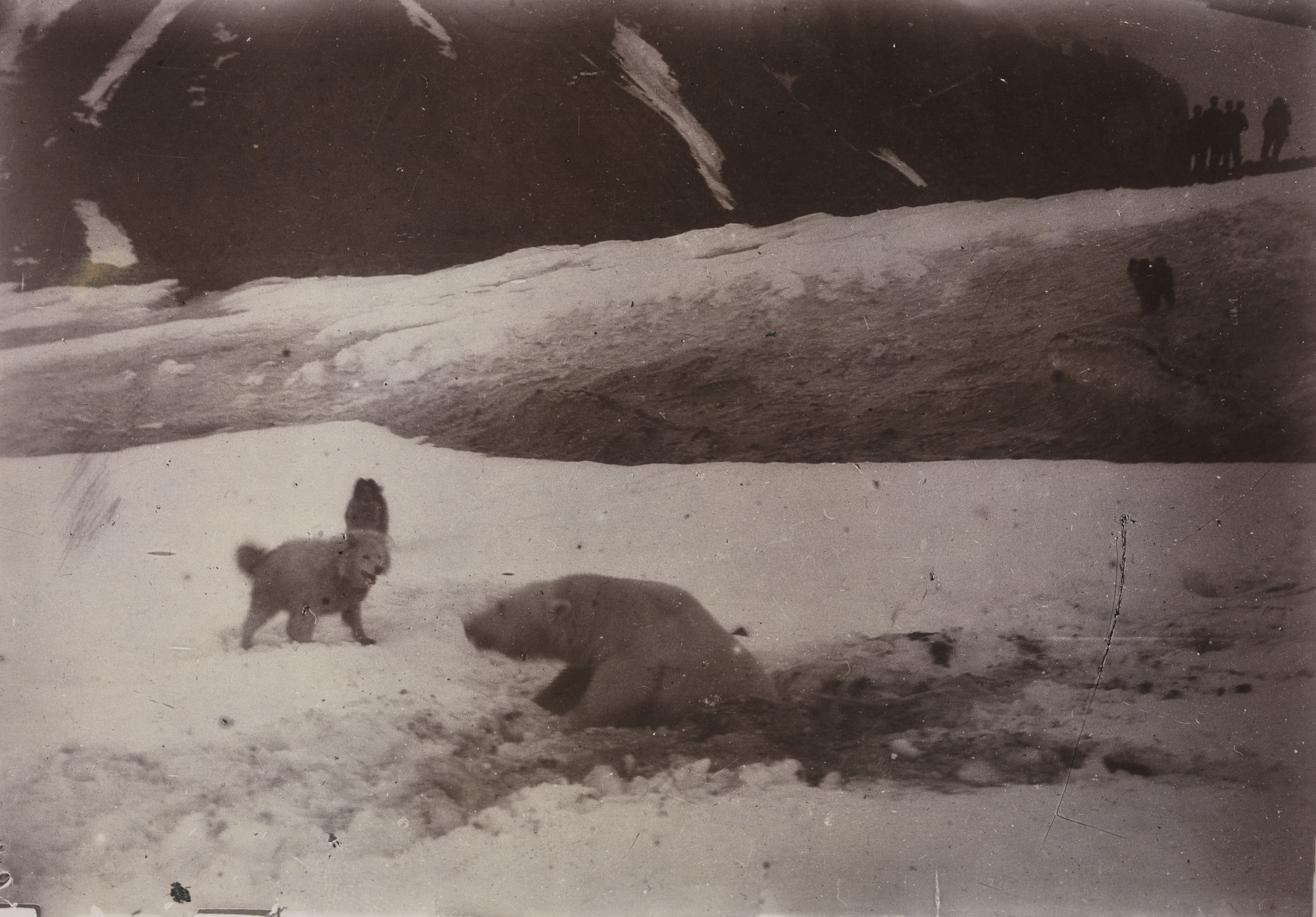
Охота на медведя с собаками

Джексон, Армитедж и Бломквист с единственным пони и 16 собаками, гружёнными 2300 фунтов груза (1043 кг), выступили во вторник, 17 марта 1896 года. Однако резко упал барометр; из-за сильнейшего снегопада пришлось вернуться. Тем же вечером у Армитеджа сломался зуб, который был удалён Кётлицем. На следующий день удалось выступить, причём пони отлично тянул. Однако в своём дневнике Кётлиц написал, что не рассчитывал на более чем двухнедельное отсутствие начальника. 20 марта Кётлиц добыл своего первого медведя, в дальнейшем они появлялись практически каждый день; доктор застрелил четыре крупных экземпляра и сохранял их пенисы в доказательство своей охотничьей доблести. Однако надежда, что без Джексона на базе станет тихо, не оправдались: 26 марта поссорились Чайлд и Фишер, поскольку Чайлда обвинили в бытовой нечистоплотности (поводом послужило то, что он разлил чернила). Кётлиц сначала пытался увещевать Чайлда, но поскольку он отказался повиноваться, доктор избил его, что и зафиксировал в дневнике. Примечательно, что это весьма подняло авторитет Кётлица в команде, хотя Чайлд не смог есть горячий пудинг вечером, поскольку доктор разбил ему челюсть. Психологическая обстановка на базе после инцидента 26 марта была вполне благоприятной.
13 апреля вернулась партия Джексона. Открытые разводья остановили их у острова Джексона, и с высокого мыса было видно «водяное небо» (то есть отблески открытой воды на облачности), а лодки с собой не было; потом оказалось, что от зимовья Нансена и Йохансена их отделяло буквально несколько миль. Уцелели все собаки и единственный пони, что было отличным свидетельством профессионализма полярников. Поход Джексона сильно изменил представления о северной части Земли Франца-Иосифа и укрепил понимание, что Северный полюс с этого архипелага недостижим. Поход тяжело дался полярникам: Армитедж потерял полный стоун веса, Бломквист — 5 фунтов, а Джексон — 7½ фунта. Кроме того, Армитедж и Бломквист испытывали ревматические боли.
В мае началось резкое потепление, после чего оживились исследования геологии и живого мира на мысе Флора. Кётлиц, как правило, отправлялся на мыс Гертруда один или с товарищами, причём для перевозки геологических образцов требовалось иногда до трёх нарт. Джексон нервничал, ожидая возвращения «Виндворда» и замены членов экспедиции. Настроение передавалось членам команды: 23 мая, в субботу, Чайлд и Хейвард повздорили до такой степени, что решили устроить боксёрский поединок. Воспользовавшись тем, что в четыре пополудни Джексон с Армитеджем пошли добывать птиц, они надели боксёрские перчатки и устроили турнир, который Кётлиц описал в дневнике как «нелепый». Начальник разгневался настолько, что из-за общего скандала 24 мая все позабыли про праздник дня рождения королевы. Конфликт имел продолжение 4 июня, когда едва не подрались Армитедж с Джексоном, причём их спор начался ещё за завтраком. Армитедж напомнил начальнику, кто именно спас его жизнь во время морского похода на шлюпке.

### Встреча с Нансеном. Прибытие «Виндворда»

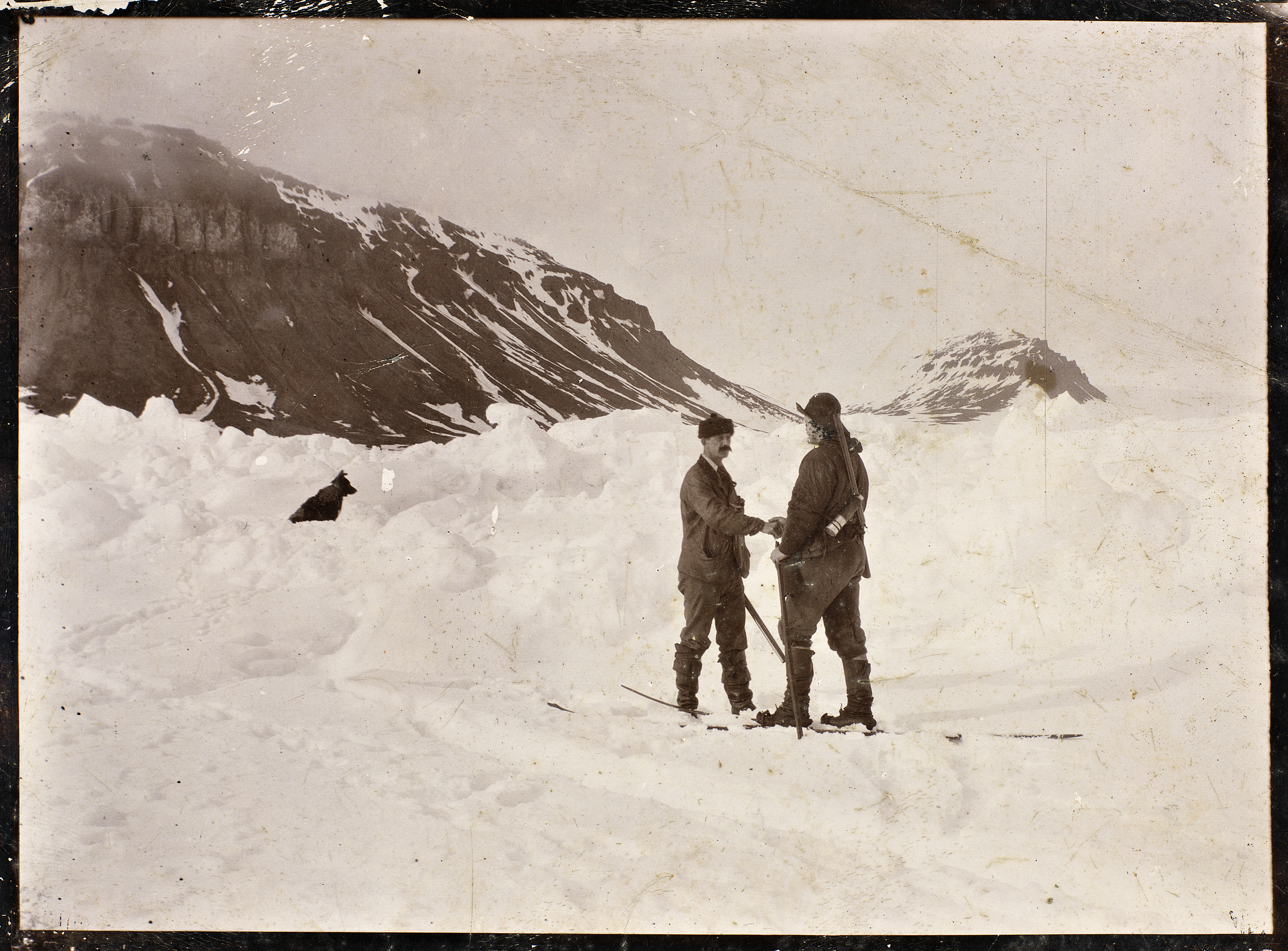
Встреча Нансена и Джексона. Постановочная фотография, сделанная через несколько часов после их действительной встречи

17 июня 1896 года близ зимней базы Элмвуд состоялась «самая знаменитая встреча в истории полярных исследований» (по выражению У. Миллса). К зимовью Джексона, привлечённый выстрелами и лаем собак, вышел Фритьоф Нансен, который в марте 1895 года попытался вместе с Ялмаром Йохансеном достигнуть Северного полюса. Из-за тяжёлых ледовых условий они повернули обратно на 86° 14’ с. ш. и к июлю достигли неизвестных северных отрогов Земли Франца-Иосифа. С 28 августа 1895 по 19 мая 1896 года норвежцы зимовали на острове Джексона в примитивной землянке, причём впоследствии выяснилось, что в марте англичане не дошли до них всего нескольких миль. Сам Нансен и участники партии Джексона по-разному описывали детали исторической встречи, но в общем сюжет был одинаков. По словам О. Джонса, Джексон быстро понял, что это событие будет главным в истории его экспедиции и обеспечит ему место «в полярном фольклоре». Действительно, в англоязычной историографии прочно утвердился тезис о «спасении» Нансена и Йохансена британцами, несмотря на то, что оба норвежца были вполне дееспособны, имели достаточное число боеприпасов и снаряжение их было в полном порядке.

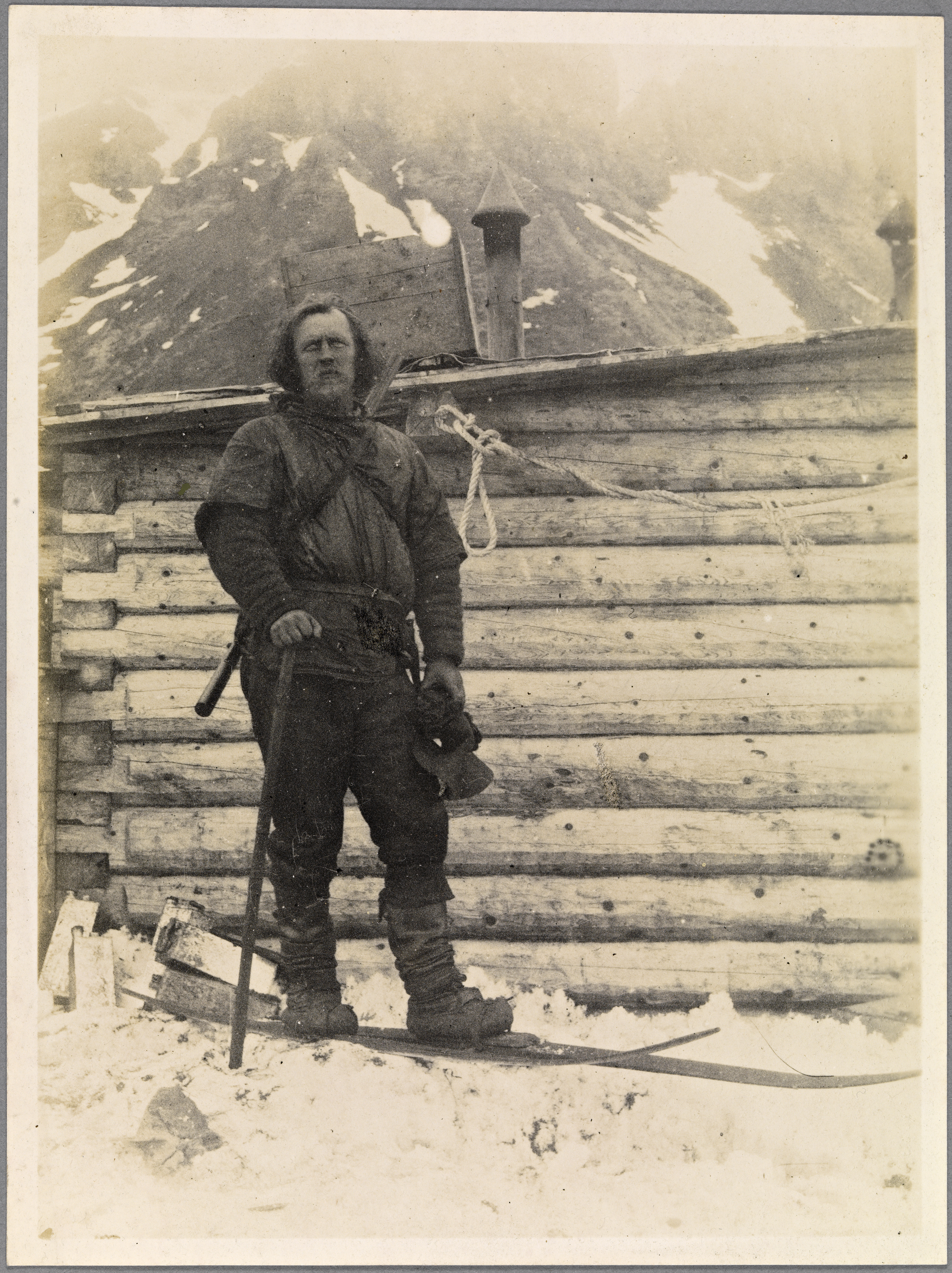
Нансен у «Элмвуда». Фото Ф. Джексона, 17 июня 1896 года

Судя по дневнику Кётлица, первым норвежца увидел Армитедж: после ужина он пошёл с биноклем на сопки для исследования горизонта, как делал ежедневно, высматривая «Виндворд». Войдя в избу, он спросил: «Все на месте?» Увидев, что все члены команды перед ним, он пояснил, что видел на льду человека. Джексон и Кётлиц ему не поверили, и выйдя на воздух, увидели движущуюся фигуру примерно в трёх милях к юго-востоку. Основных версий было три: кто-то из экипажа промыслового судна, потерпевшего крушение; кто-то из экипажа «Виндворда» (который также мог пойти ко дну) или Нансен. Последнее было сочтено самым невероятным. Наконец, Джексон заявил, что кто бы то ни был, он обязан встретиться с ним первым. Кётлиц тогда нёс кухонную вахту и командира сопровождать не стал, а Армитедж забрался на крышу и страховал Джексона.
Джексон, приблизившись к незнакомцу, заметил, что тот идёт на лыжах и не может быть англичанином. Сам Нансен описывал встречу так:

С одной стороны стоял европеец в клетчатом английском костюме и высоких сапогах, цивилизованный человек, гладко выбритый и подстриженный, благоухающий душистым мылом…; с другой — одетый в грязные лохмотья, перемазанный сажей и ворванью дикарь, с длинными всклокоченными волосами и щетинистой бородой, с лицом настолько почерневшим, что естественный светлый цвет его нигде не проступал…

Джексон при первой встрече был уверен, что «Фрам» погиб, а Нансен и Йохансен — единственные выжившие, но вскоре убедился в своей ошибке. Далее Нансен вошёл в дом, где познакомился с участниками экспедиции, Джексон оставил его у себя, а за Йохансеном отправил Кётлица с Армитеджем. Второй норвежец не говорил по-английски, но доктор мог общаться с ним на немецком языке; Армитедж угостил Йохансена табаком. Гостей накормили обедом и сфотографировали в том виде, в каком они были после почти годичной зимовки — покрытыми сплошным слоем сала и копоти. Далее Нансена и Йохансена подвергли санобработке и выдали новую одежду. Рассказ Нансена о его экспедиции продолжался до следующего утра. Норвежцы вполне влились в британскую команду, поскольку добытые ими данные могли быть соединены с открытиями Джексона, Армитеджа и Кётлица. В общей сложности Нансен и Йохансен провели в Элмвуде шесть недель, активно занимаясь охотой на птиц и медведей, а также сбором геологических образцов.

Пребывание Нансена и Йохансена в Элмвуде
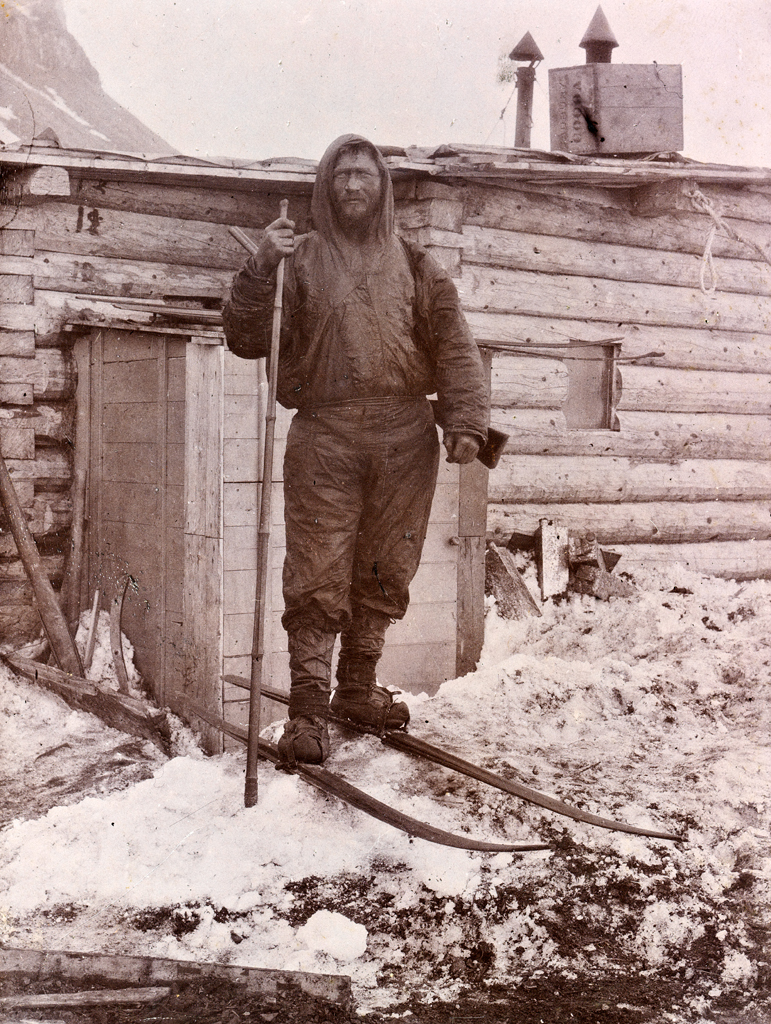
Йохансен у входа в Элмвуд
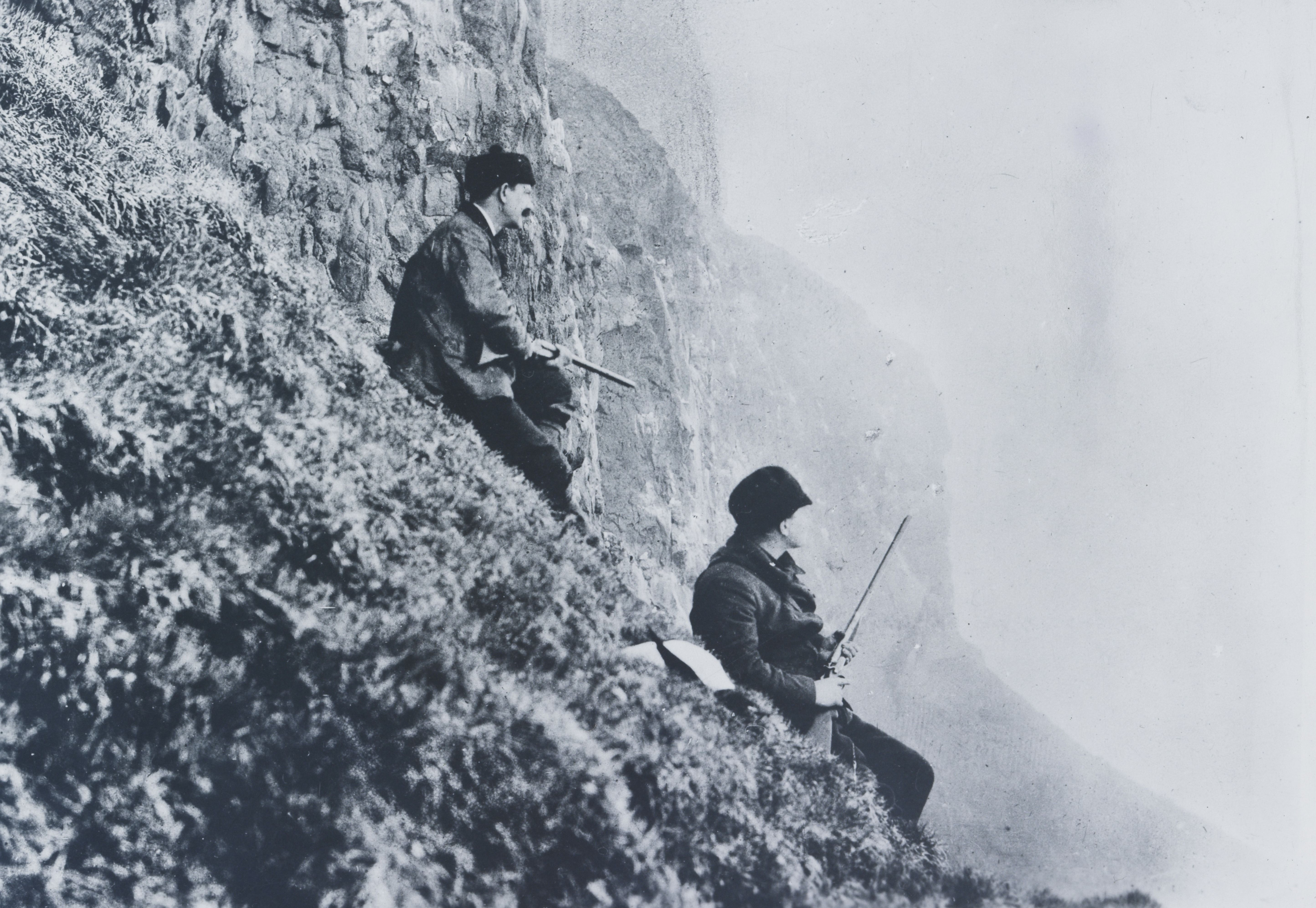
Джексон и Нансен на охоте
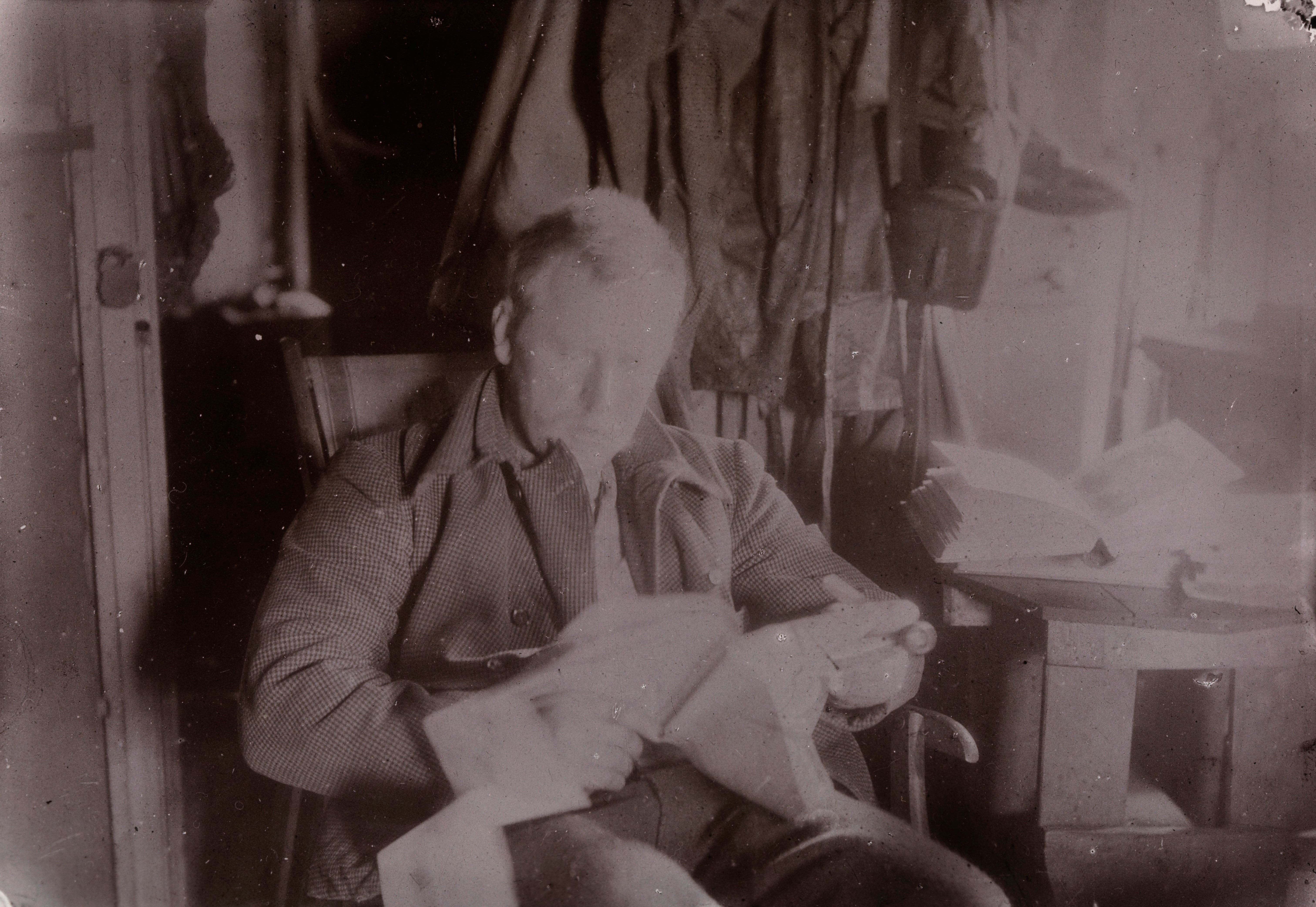
Нансен во время ожидания «Виндворда»
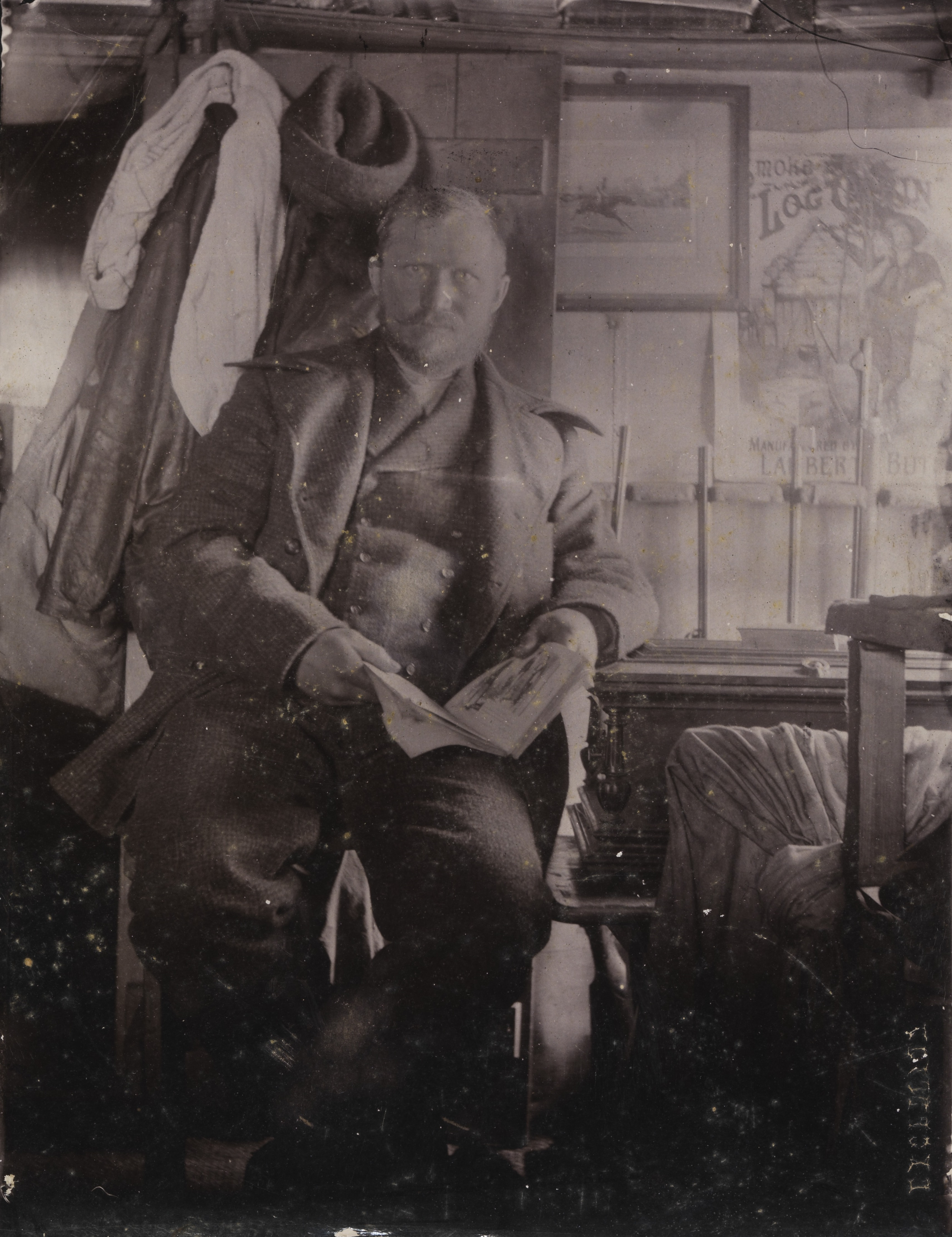
Йохансен во время пребывания в Элмвуде

26 июля 1896 года пришёл «Виндворд» с припасами и сменой команды — прибыли Уильям Брюс и Дэвид Уилтон (последний был британским консулом в Архангельске и много помогал снаряжению экспедиции). 7 августа с мыса Флора отправились норвежцы и британские зимовщики — Фишер, Чайлд, Бёрджес и Бломквист. Джексон остался на третью зимовку, хотя первоначально считал, что за два года основные задачи выполнены. Полученные от Нансена сведения требовали уточнения. Кроме того, скопировав норвежские нарты и каяки, Джексон хотел попытаться выступить к полюсу по морскому льду.

### Третья зимовка

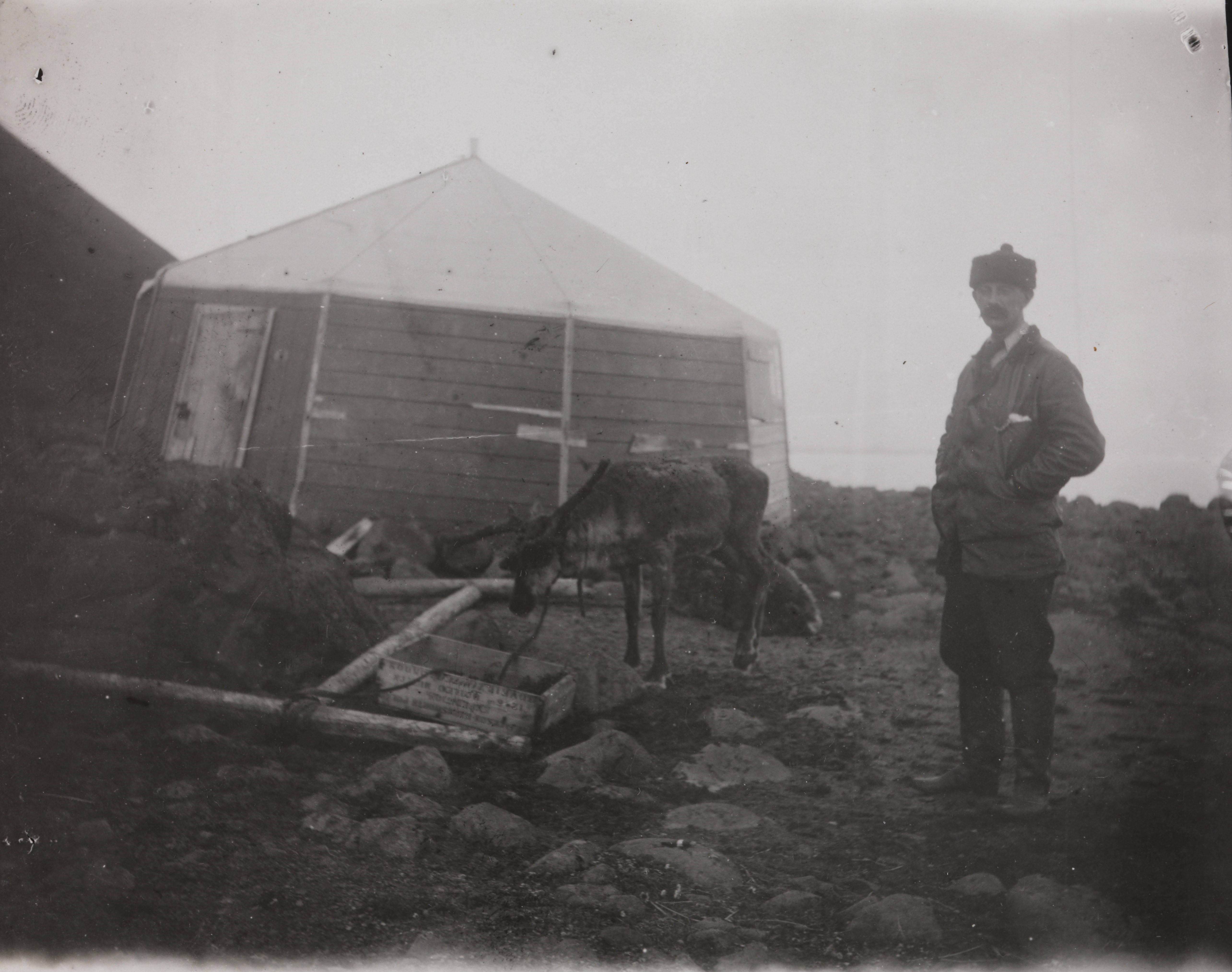
Джексон на фоне склада-балагана; также видна волокуша и ездовой олень. Фото Фритьофа Нансена

После эвакуации Нансена и Йохансена и смены команды, экспедиции предстояло продолжить летние работы. Джексон очень рассчитывал, что «Виндворд» привезёт лошадей, но ему прислали пятерых северных оленей. Командир пришёл к выводу, что в упряжке олени бесполезны, однако оставил их в конюшне в качестве резервного продовольственного запаса. Большую часть августа и сентября заняли зоологические, метеорологические, магнитные и геологические наблюдения. Кётлиц приступил к классификации геологических образцов и составлению сводной геологической карты, а также фотографированию окаменелостей. Расстановка сил в команде изменилась: тяжёлый нравом и острый на язык биолог Брюс охарактеризовал Джексона самым нелестным образом, а командиру приходилось быть в обращении с ним очень деликатным. Уилтон, как правило, был на стороне командира, но с ним также приходилось считаться из-за его статуса дипломата. Помимо научных работ, следовало пользоваться летним сезоном, чтобы добыть побольше припасов на зиму: экспедиционеры настреляли более 1400 птиц, как обычно, развешанных под крышами построек для заморозки на ветру. Почти каждый день добывались также медведи и моржи. «Виндворд» доставил большое количество разных припасов, большим ажиотажем пользовались рыбные и овощные консервы, которые заменили надоевшие всем сенну и мхи. Вторую годовщину высадки 7 сентября отпраздновали ромом, но начальник не дал никому расслабляться: следовало перенести ближе к дому привезённый запас угля. В эти дни у Джексона произошло резкое ухудшение самочувствия. Его мучил геморрой, тяжёлые походы обострили варикозное расширение вен, в плачевном состоянии были зубы. Зубами мучался и сам врач, в результате 12 сентября он не выдержал и позволил Армитеджу удалить больной зуб, что и было сделано. Операция оказалась крайне болезненной. Учитывая общее самочувствие членов команды и психологическое состояние командира, Кётлиц писал в дневнике, что если он будет таким же раздражительным, то четыре месяца полярной ночи превратятся для зимовщиков в «чистилище».
До наступления темноты много сил и времени заняли биологические исследования: по приказу спонсора, следовало добыть побольше образцов для английских музеев. Джексон активно тралил дно залива, чем никогда не занимался раньше. Брюс позже пришёл к выводу, что Джексон ревновал к достижениям Нансена и стремился их превзойти. Он вновь вернулся к занимавшей его теме цинги, поскольку Нансен сообщил англичанам свою теорию, что болезнь является следствием отравления веществами, накапливаемых в плохо изготовленных консервах. Поэтому Джексон приказал Кётлицу производить освидетельствование содержимого каждой консервной банки после её вскрытия. Эту практику Кётлиц и Армитедж потом ввели в экспедиции Скотта в Антарктиде. В октябре, охотясь на птиц, Джексон провалился в полынью, но его вытащил Уилтон. Дипломат оказался хорошим лыжником, и, к удовольствию Кётлица, они могли совершать дальние экскурсии. Тогда же Джексон, Кётлиц и Брюс сшили палатку принципиально новой конструкции на основе трёхлетнего опыта санных походов. Это была коническая конструкция, раскрывавшаяся, как зонт. Брюс во время своей антарктической экспедиции 1902—1904 годов именовал её «палаткой Кётлица».

## Заключительный сезон 1897 года

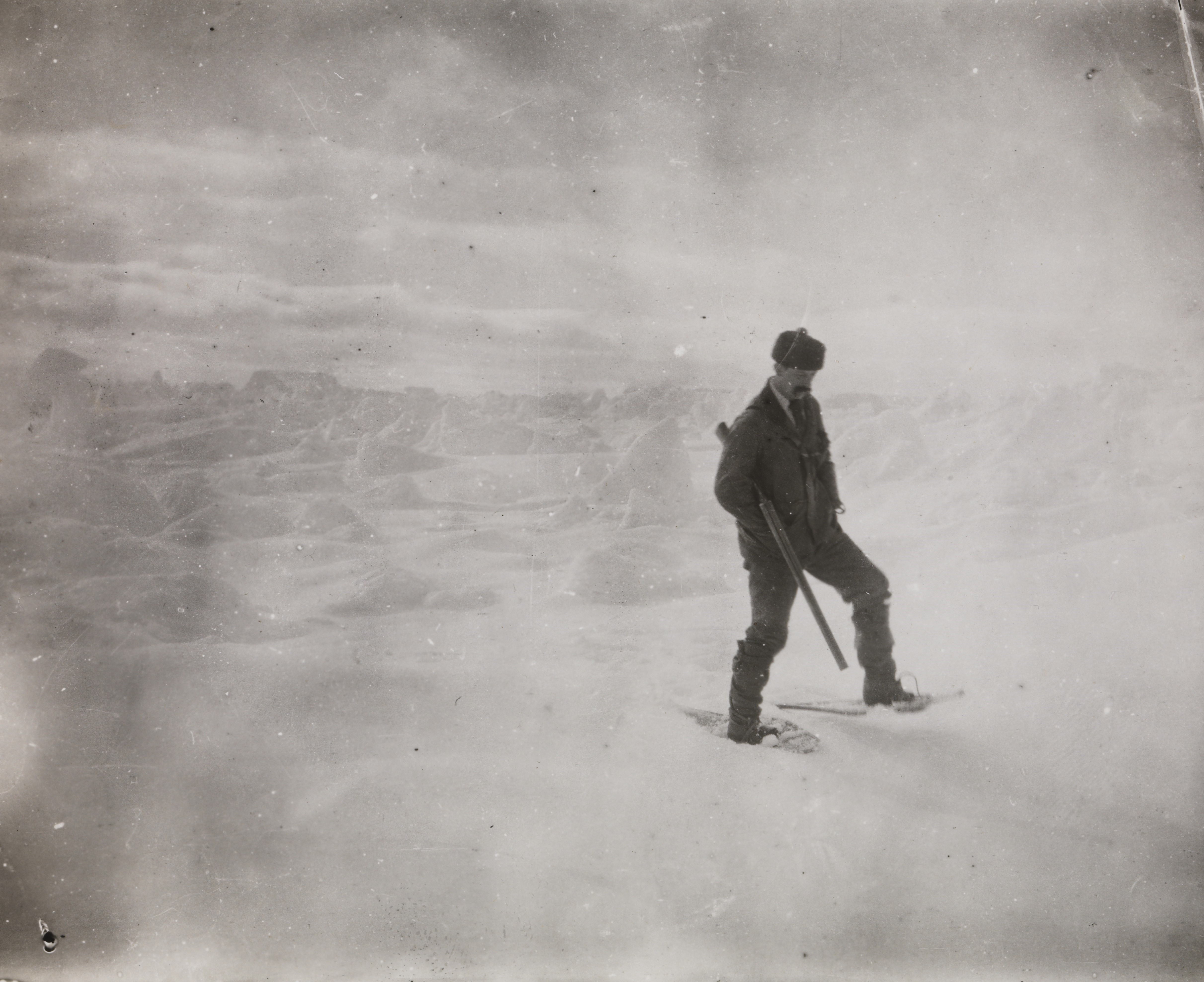
Джексон на охоте, на ногах у него снегоступы. Фото Фритьофа Нансена

### Весенний поход
К окончанию полярной ночи 1897 года оказалось, что имеющихся тягловых животных достаточно, чтобы обеспечить припасами только двух путешественников. По этой причине 15 марта 1897 года на север выступили Джексон и Армитедж; нарты были запряжены 13 собаками и единственной оставшейся лошадью. О достижении полюса не могли идти и речи, и Джексон попытался обследовать западные острова архипелага, на что потратил 8 недель, картографировав побережья Земли Александры и Земли Георга. В их отсутствие Брюс, Кётлиц и Уилтон могли совершать только короткие лыжные экскурсии. Без Джексона атмосфера на базе была почти безмятежной, и позднее Брюс попытался воспроизвести «научное братство» в своей собственной антарктической экспедиции.
К 1 мая припасов у Джексона и Армитеджа должно было остаться всего на неделю, поэтому Кётлиц с Брюсом нагрузили на сани 500 фунтов провианта и выступили на их поиски. Оказалось, что на морском льду, стоя на лыжах, можно буксировать нарты без изнеможения. Через 36 часов путешественники прибыли в гавань Эйры на острове Белл и обнаружили там оголодавших и измученных Джексона и Армитеджа. Керосин у них закончился, и готовить пришлось на жировой лампе, из-за чего люди и всё помещение были в копоти. Достижения их были неоспоримы: засняты все побережья Австрийского пролива и пройден весь Британский канал. Съёмка доказала, что Земля Георга — крупнейший остров архипелага. Не удалось обнаружить Землю Гиллиса, якобы замеченную голландскими китобоями ещё в 1707 году. Был открыт полуостров Армитидж на Земле Георга, ледниковый купол на мысе Бруса, остров Артура и залив Географов. Выяснилось также, что природа северной низменной части Земли Александры совершенно не похожа на остальные острова архипелага. Было картографировано 260 миль побережий; им дали названия участников и спонсоров экспедиции, в том числе острова Брюса и Кётлица. Погода на всём протяжении пути Джексона и Армитеджа была исключительно плохой, поэтому единственный пони быстро пал, а собак выжило только пять. Пришлось бросить большую часть провианта и снаряжения, однако уменьшение пайков привело к истощению как людей, так и собак. Спасатели и спасённые из-за пурги провели на острове Белл ещё 36 часов и вернулись в Элмвуд 8 мая.
20 мая Джексон попытался выступить на лыжах на исследование земель за пределами острова Гукера. Оказалось, что лето выдалось тёплым, льды в проливах были крайне неустойчивыми, и, утопив одни нарты, провалившиеся под лёд, путешественники были вынуждены отступить. Остаток полярного лета был посвящён обычным исследованиям на мысе Флора. Брюс и Уилтон приняли решение не оставаться на четвёртую зимовку, которую предлагал устроить Джексон, и даже выразили удивление, что Кётлиц и Армитедж продержались так долго.

### Возвращение

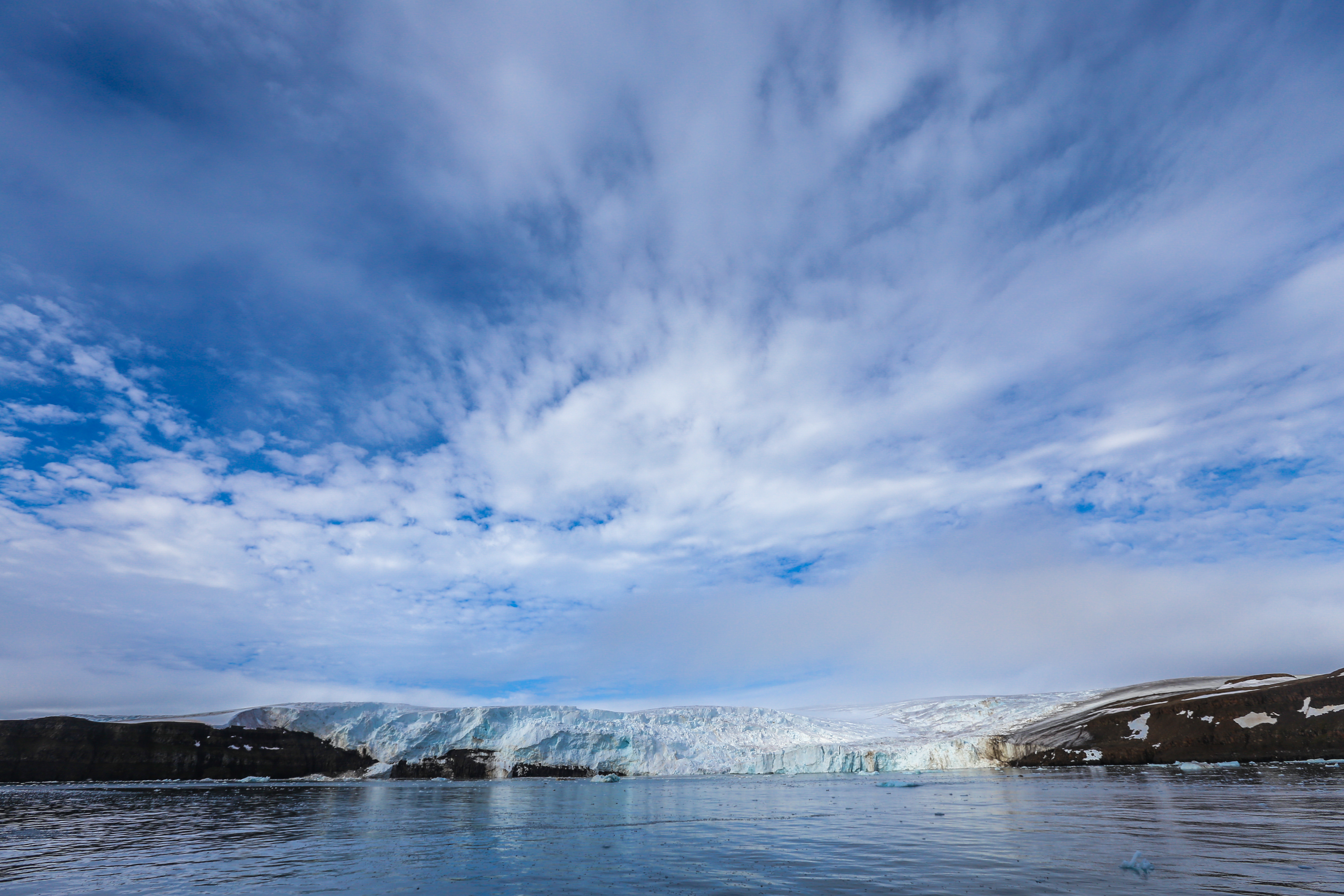
Ледник на острове Земля Александры. Фото 29 июля 2013 года

7 июля был замечен «Виндворд», но судно по какой-то причине пошло проливом Миера, а не подошло к мысу Флора. Оказалось, что новый капитан — Браун — принял решение поохотиться на моржей и сделать плавание коммерчески выгодным. «Виндворд» подошёл к мысу Флора только 22 июля, его сопровождали два промысловых судна. Корабль привёз приказ Хармсворта завершать экспедицию, и следующие две недели зимовщики и судовая команда паковали всё имущество, зооботанические и геологические коллекции и прочее. 6 августа команда в полном составе покинула остров. На обратном пути была сделана попытка найти Землю Гиллиса с борта судна. Джексон настоял, чтобы капитан Браун зашёл за мыс Мэри-Хармсуорт, где была обнаружена обширная галечная терраса. Брюс и Кётлиц смогли обследовать геологические формации и обнаружили большие колонии птиц, в частности чаек. Оттуда удалось пройти ещё на 50 миль к северу, но дальше путь «Виндворду» преградили поля многолетнего тяжёлого пака. Промеры глубин показали, что дно находится в 200 саженях, это свидетельствовало об отсутствии земли к северу. Испытав штормы, 3 сентября 1897 года все благополучно вернулись в Лондон, пробыв в Арктике три года и два месяца. Среди встречавших был доктор Уильям Нил, который консультировал Кётлица перед отправлением и помог предотвратить заболевания цингой.

## Итоги и результаты

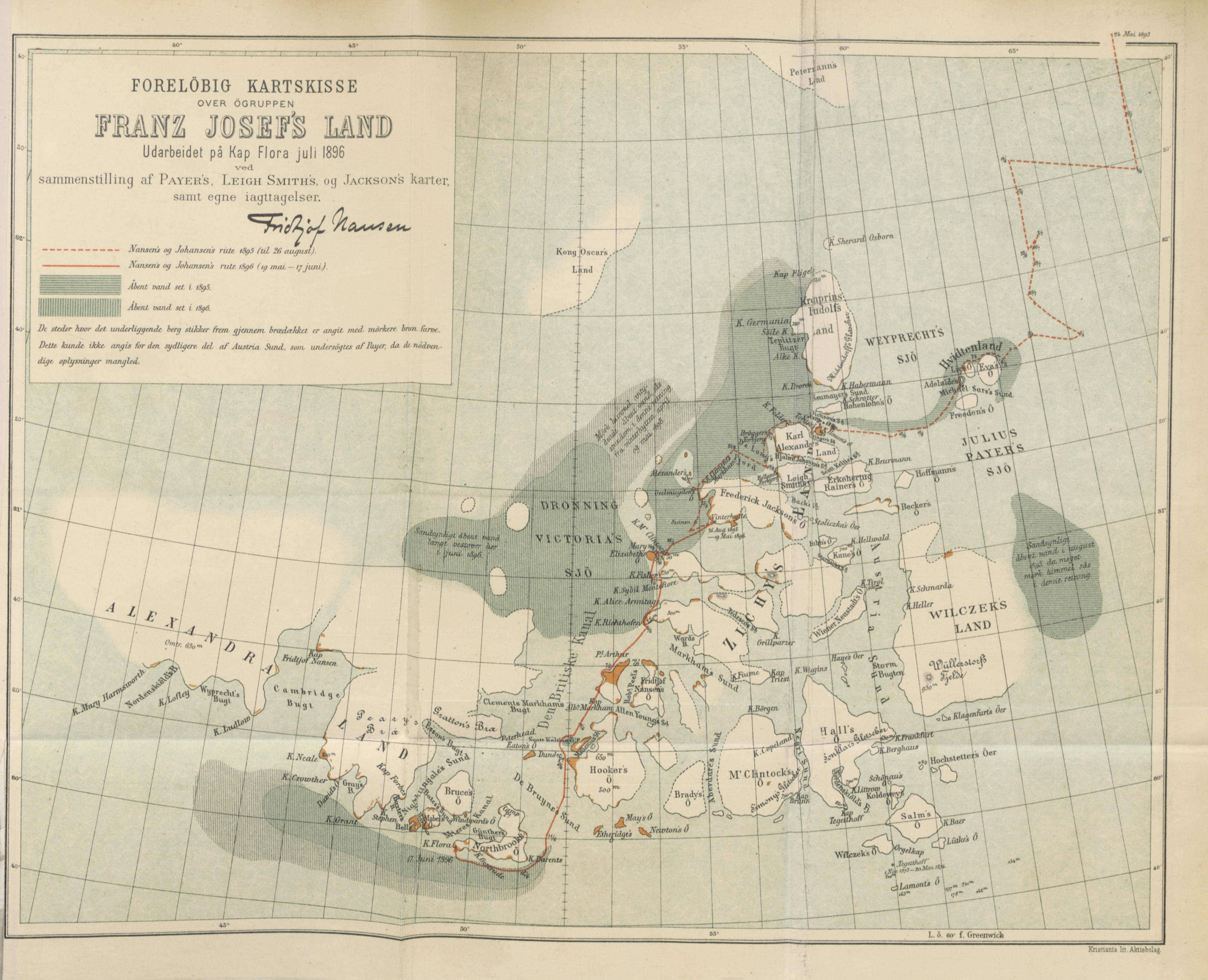
Предварительная карта Земли Франца-Иосифа, составленная по наблюдениям Джексона и Нансена. Красным обозначен санный маршрут Нансена и Йохансена. Из издания Fram over Polhavet. Den norske Polarfærd 1893—1896 (1897)

По словам О. Джонса, экспедиция Джексона — Хармсворта совершила колоссальный вклад в понимание природы и географического пространства Земли Франца-Иосифа и заложила фундамент для всей дальнейшей деятельности на этом архипелаге. Экспедиция также может быть оценена как «наиболее инновационная и самая успешная британская полярная экспедиция своего времени». Отчёт Джексона был зачитан в Королевском географическом обществе 8 ноября 1897 года и опубликован в февральском выпуске «Географического журнала» за 1898 год. За три года экспедиции было пройдено около 1140 миль (1835 км) по островам и проливам Земли Франца-Иосифа, из которых около 500 миль (800 км) было надёжно картографировано. Архипелаг был целиком пройден с севера на юг и выяснилось, что он не простирается далеко на север, в 1895 году было открыто 9 островов. На мысе Флора были найдены окаменелости юрского периода, показавшие, что некогда климат в Арктике был умеренным или даже субтропическим (найдены останки папоротников и гинкго). Было опровергнуто существование ряда крупных островов, нанесённых на карту Пайером. Были собраны обширные зооботанические коллекции и открыто 611 новых видов животных, что было намного больше, чем в предыдущих экспедициях в Арктику. Научные отчёты занимают 176 страниц из 565, составляющих текст второго тома описания экспедиции.
Ход и результаты экспедиции были описаны Джексоном в двухтомной книге «Тысяча дней в Арктике» (1899). Его пристрастие к охоте на крупную дичь привело в известной степени к тому, что навыки арктического путешественника и исследователя для широкой публики были заслонены негативным отношением к Джексону — спортсмену и охотнику. Тем не менее охота позволила сохранить здоровье людей, Джексон в отчёте экспедиции обращал особенное внимание на то, что за все три года экспедиции ни один из членов зимовочной партии не испытывал даже незначительных недомоганий, что не соответствовало действительности; однако в зимовочной партии не было ни единого случая цинги. Рецензентов раздражало, что Джексон скрупулёзно описывал все футбольные матчи, проведённые командой. О. Джонс также отмечал, что книга Джексона была скучна, в отличие от талантливо написанных отчётов Фритьофа Нансена и Роберта Скотта; тираж её так и не разошёлся. На фоне эпохальных достижений Нансена, Свердрупа, Амундсена, Шеклтона и Скотта экспедиция на Землю Франца-Иосифа выглядела скромно.
В целом опыт экспедиции позволил отказаться от ранее принятых методов полярных исследований, практикуемых британцами. Опыт самого Джексона через Армитеджа и Брюса был передан Шеклтону и Скотту — с разной степенью успеха. Существует мнение, что методы Джексона пристально изучал и Амундсен. Шеклтон и Амундсен в дальнейшем использовали системный подход к планированию, внедрённый Джексоном. Одной из причин игнорирования роли Джексона в истории полярных исследований был факт, что он не принадлежал к профессиональному сообществу и смело нарушал правила, сложившиеся в Британском адмиралтействе и Географическом обществе.